# Maturín
Maturín es una ciudad venezolana, ubicada en la Región Nororiental de Venezuela. Es la capital del Estado Monagas y del municipio homónimo. Es la séptima ciudad más poblada del país con 753 254 habitantes, superada en su orden por Caracas, Maracaibo, Valencia, Barquisimeto, Maracay y Ciudad Guayana. Está situada a 122 m s. n. m., junto al Río Guarapiche, a 416 km de Caracas.
Maturín, fundada el 7 de diciembre de 1760 por el fraile capuchino Lucas de Zaragoza, ha cobrado auge en los últimos años como consecuencia de la actividad petrolera en sus cercanías. La ciudad es el principal centro político, administrativo, financiero, comercial y de servicios del Estado Monagas. Conocida por los locales como la "ciudad distinta".

## Historia

### Fundación
Maturín fue fundada el 7 de diciembre de 1760 por el fraile Capuchino Lucas de Zaragoza como Pueblo de misión de indígenas Guaraunos. Dicha fecha fue confirmada como “fundación definitiva” por la Academia Nacional de la Historia de Venezuela. El pueblo tenía por nombre San Judas Tadeo de Maturín.
El sacerdote e historiador jesuita Pablo Ojer encontró en el Archivo General de Indias el acta de fundación de una ciudad de españoles anterior a San Judas Tadeo de Maturín. Se trata de San Juan de la Tornera de Maturín que fue fundada el 18 de abril de 1722 por el capitán español y gobernador de la Provincia de Cumaná Juan de la Tornera y Sota. Pero San Juan de la Tornera de Maturín no habría tenido suficiente desarrollo material que dejara algún vestigio de su existencia. La Academia Nacional de la Historia de Venezuela la califica de “fundación inmaterial”.

### Origen del nombre Maturín
Maturín toma su nombre de un chaima indígena llamado Maturín. Maturín era cacique (jefe) de una tribu localizada cerca del actual emplazamiento de la ciudad. Maturín fue asesinado, al parecer, por un capitán español (supuestamente de apellido Arriojas) durante una batalla entre las tropas del gobernador cumanés Carreño y los miembros de la tribu de Maturín en 1718. Desde entonces el lugar donde el jefe indígena fue muerto empezó a ser conocido como Sitio de Maturín.
Algunos historiadores opinan que el nombre del cacique no es realmente de origen indígena sino francés. Ellos basan su teoría en la leyenda de un presunto misionero católico francés quien habría evangelizado a los indígenas del área a finales del siglo XVII. Según esta leyenda, el misionero (cuyo nombre o apellido pudiera haber sido Mathurin) bautizó y le puso el nombre de Mathurin a un joven, quien llegó a ser el jefe Maturín. También existe la posibilidad de que el misionero le haya dado a este indígena el nombre de Mathurin en honor a Saint Mathurin, Maturino de Larchant, o Maturino de Sens; un santo francés del siglo IV que se caracterizaba por ser un exorcista y misionero galorromano asociado a la cura de enfermedades mentales y la infertilidad. Tal es así que en Francia, la facultad de medicina de la Universidad de París, reconoce hasta hoy su obra en dicho país, e incluso en Italia tuvo renombre, al asociarse al emperador romano Maximiano Hércules; al ser este bastante sonado en Europa, sobretodo en la Edad Media, pudo muy probablemente haber inspirado al nombre de esta ciudad. Aunque otros historiadores niegan tal teoría, ellos creen que el nombre Maturín es de raíz indígena y proviene de una planta con el mismo nombre. Además existen toponimias que poseen un parecido con la palabra Maturín.

### Guerra de independencia

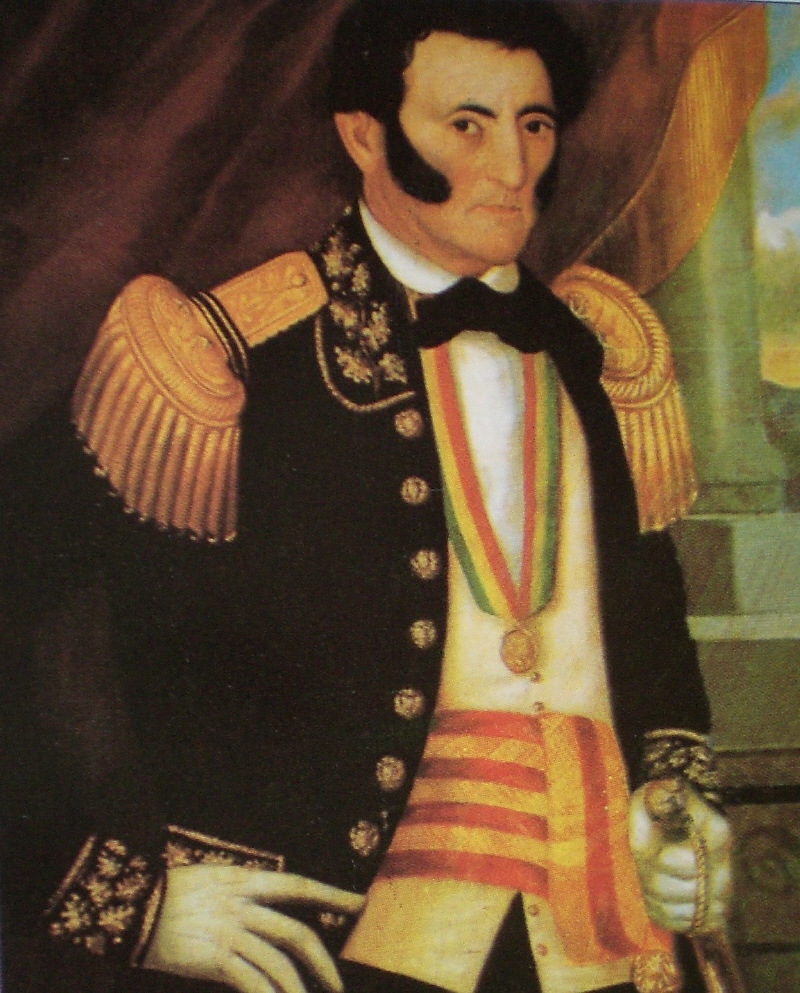
José Tadeo Monagas

Maturín fue el escenario de cinco batallas entre 1813 y 1814 en la que la ciudad resistió a los intentos de los realistas de tomarla. La más famosa de todas fue la Batalla del Alto de Los Godos, ocurrió el 25 de mayo de 1813. En esa batalla los republicanos, al mando de Manuel Piar y José Antonio Azcúe consiguieron una victoria contra las tropas del general español General Domingo Monteverde. Otros republicanos como José Francisco Bermúdez, José Tadeo Monagas, José Gregorio Monagas y José Félix Ribas lucharon durante esos años en Maturín.
En 1814, emigrados de la ciudad de Caracas llegaron a Maturín huyendo del ejército de José Tomás Boves. El 11 de diciembre de 1814, los republicanos intentaron defender la ciudad en la Quinta Batalla de Maturín, pero fueron derrotados por el ejército realista comandado por Francisco Tomás Morales. Muchos republicanos fueron asesinados por las tropas de Morales, entre ellos Francisco Javier Ustáriz y Francisco José Monagas. Maturín quedó en ruinas. Los sobrevivientes de la masacre reconstruyeron el entonces pueblo de Maturín dos años después.

### Etapa republicana (Desde 1830)
Maturín creció lentamente en el siglo XIX debido a las constantes guerras civiles (que destruyeron la floreciente actividad ganadera y mataban a los habitantes del lugar) y a las enfermedades, como la fiebre amarilla, transmitidas por mosquitos. En 1858 se crea la Provincia de Maturín separada de la Provincia de Cumaná que abarcaba los actuales Estados Monagas y Sucre. Maturín era una pequeña urbe cuyos límites naturales eran el Caño Orinoco al sur y el Río Guarapiche al norte. Con la llegada del presidente Antonio Guzmán Blanco, se crea el Gran Estado de Oriente (en 1890 pasaría a llamarse Estado Bermúdez) que abarcaba los actuales Estados Sucre, Monagas y Anzoátegui.
Los puntos referenciales de la ciudad entre finales del siglo XIX y los primeros dos tercios del siglo XX eran la plaza Acosta o Piar (límite oeste de la ciudad), el barrio Latino (ubicado al oeste de la ciudad y hogar de las familias pudientes de la ciudad de entonces como Los Núñez, Aristimuño, Beauperthuy, Coll, Simosa y otras más, sin mencionar a las ramas menores de dichas familias), el Caño Orinoco (conocido también como Caño Maturín que era un pequeño riachuelo que marcaba el límite sur de la ciudad; dicho riachuelo hoy sirve de vertedero de los residuos urbanos al igual que el Río Guarapiche), la plaza Bolívar, Puerto Arturo (estación fluvial ubicada en el sector Bajo Guarapiche por donde se entraba y salía de la ciudad a través del Río Guarapiche) y muchos otros.
En 1909 Maturín se convierte en capital del recién creado estado Monagas cuyo primer gobernador sería el Gral. Emilio Fernández. Anteriormente fue capital de la provincia de Maturín, entre 1856 y 1859, posteriormente capital del estado Maturín, en 1901. La primera avenida asfaltada de la ciudad de Maturín fue la avenida Las Palmeras, en el vecindario se construyeron casas con estilo Antillano y Americano, además del conocido cine Rialto y el hotel Mayorca.
En el siglo XX Maturín tuvo un gran crecimiento demográfico debido al descubrimiento de yacimientos petrolíferos en sus cercanías. Además una campaña de salubridad acabó con los mosquitos transmisores de las enfermedades tropicales. En 1911, se construyó la primera planta eléctrica. Sin embargo, el alumbrado público empezó a instalarse en el año 1939, por el gobernador Alejandro Rescaniere, dónde se estableció que la energía funcionará desde la 7 AM hasta las 10 PM en Maturín.
Luego en 1942, se construyó el primer Aeropuerto de Maturín (hay constancia de un Aeropuerto anterior construido en 1929 conocido como el Aeropuerto Panamericano de Caripito y estaba ubicado en las cercanías de Cachipo y servía a Caripito, pueblo más importante del oriente del país para la época), dicho terminal aéreo estaba ubicado al final de la actual avenida Bolívar en lo que hoy es la sede de la Inspectoría de Tránsito Terrestre (INTT) pero después se construyó un nuevo terminal en 1983 ubicado en las afueras)
Modernas edificaciones y espaciosas avenidas comenzaron a construirse en la ciudad desde la administración del gobernador Alirio Ugarte Pelayo en los años cincuenta del siglo pasado, como ejemplo se tiene la avenida Juncal (construida en los años 60 como una evolución de la antigua calle Juncal), la avenida Bicentenario (construida en los años 60 por el bicentenario de la ciudad), la avenida Libertador (años 70), Hospital Manuel Núñez Tovar (sede actual construida en 1965) y las Avenidas Bolívar (construida en 1950 como una evolución de la antigua calle Bolívar) y Luis del Valle García (1961). 
En 1958, Maturín se convirtió en sede de la diócesis de Maturín número 14 de Venezuela y para el 16 de julio de 1959, Ramírez Salaverria coloco las primeras piedras donde se construyó la catedral, su nombre es Catedral Nuestra Señora del Carmen, cuya construcción demoró 22 años pudiendo ser finalizada el 23 de mayo de 1981, está ubicada en la avenida Bolívar.

### Etapa democrática desde 1958
Entre los años 40 y 90, Maturín evolucionó de una apacible urbe colonial a una ciudad muy moderna que hoy la caracteriza, ello se demuestra en la evolución de muchas las antiguas calles principales en Avenidas y la eliminación de las clásicas y antiguas casas coloniales para ser sustituidas por edificios residenciales y comercios. La zona conocida como el Caño Maturín dio paso a la avenida Orinoco (con ello se reemplazan los angostos puentes que cruzaban el caño por puentes anchos asfaltados aptos para el pase vehicular) que conecta dos tramos de la avenida Libertador y atraviesa parte del centro. 
El 22 de diciembre de 1974, ocurrió una de las tragedias aéreas más impactantes de Venezuela, el Vuelo 358 de Avensa que partió de Maturin rumbo a Maiquetía, que a minutos de despegar se precipito en una zona pantanosa cerca de El Zamuro de Maturín, matando a más de 70 personas.
En 1983 fue inaugurada la avenida Cruz Peraza que permite pasar alrededor de la ciudad sin necesidad de atravesar el centro. El barrio Latino desapareció paulatinamente y las familias pudientes migraron a Juanico al sur de la ciudad y a Tipuro y San Miguel al norte.
En los años 70 había muchos cines y comercios en el centro de Maturín: Cines muy célebres como el Atlas (ubicado en la Av. Bolívar, hoy es sede de la tienda Génesis), Maturín (ubicado cerca del sector Los Bloques), Monterrey (ubicado en la avenida Ribas), Rialto (ubicado en Las Palmeras, abierto en 1936 y cerrado en 1994 cuyas instalaciones atraviesan hoy un alarmante deterioro) y el célebre Autocine Monagas ubicado en las afueras de la ciudad cerca de la entrada a Viboral. Para 1987, se inaugura en la parroquia Las Cocuizas el ambulatorio Dr. José Antonio Serres.
En el sector Bajo Guarapiche estaba la famosa "Cabria" (Torre Lagoven) junto a la Autopista Maturín (también conocido como el Distribuidor del Bajo Guarapiche) que en diciembre era decorada como árbol de Navidad y era un atractivo de la ciudad. Dicha torre fue eliminada en 2005 para dar paso a la construcción del Elevado Bajo Guarapiche, el motivo de la construcción fue la gran congestión vehicular de la zona, el mismo motivo llevaría a la construcción del Nodo Sur entre las Avenidas Raúl Leoni, Libertador y Rómulo Gallegos once años más tarde.
En 1989 se realizan las primeras elecciones regionales y municipales, María Elena de Cañizales fue elegida alcaldesa del municipio Maturín por voto directo, para el período 1989 – 1992, representaba al partido Acción Democrática.Acción Democrática. Seguido de José Enrique López Tablero de Copei para el próximo trienio 1992 - 1995; pero muchos maturineses consideran que el auge del desarrollo de la ciudad en tiempos modernos se dio con los dos período ediles de Domingo Urbina Simosa (1950 - 2011) (1994 - 2000 y 2000 - 2004) del partido AD, durante los cuales la ciudad prosperó bastante y era considerada como la ciudad más limpia de Venezuela. Su lema era "Maturín, la ciudad distinta".
El 17 de febrero de 1997, se inauguró el Instituto de Salud y Atención Médica Integral C.A. (Isamica) en el sector Las Avenidas.
A inicios del siglo XXI se construyeron grandes centros comerciales y urbanizaciones en las afueras de la ciudad como Tipuro, Palma Real, San Miguel y muchos otros. Entre los centros comerciales destacan la Ciudad Comercial Petroriente y el Centro Comercial Monagas Plaza al norte y el Centro Comercial la Cascada al sur (este último fue inaugurado en noviembre de 2001).
El 4 de febrero de 2012, ocurrió un derrame de petróleo en el río Guarapiche como consecuencia de la ruptura de un oleoducto del Complejo Operacional Jusepín de PDVSA. El crudo derramado llegó hasta la planta potabilizadora de agua de Maturín, ubicada en el sector Bajo Guarapiche, lo que obligó al gobierno regional al cierre de la planta por breve tiempo. El accidente ocasionó la contaminación de la vegetación cercana al río, escasez de agua potable en Maturín y la suspensión temporal de actividades en varios institutos educativos. El 9 de febrero de 2012, el alcalde de Maturín, José Maicavares, declaró que «Maturín vive la catástrofe más grande de toda su historia».
Para agosto del 2016, comienzan a llegar productos de Brasil como azúcar, arroz, harina de trigo y aceite vegetal, para minimizar la escasez en Venezuela. El 25 de agosto del mismo año, se emite una orden de captura en contra del Alcalde de Maturín, Warner Jiménez. Para el 9 de septiembre, Antonio Goncalves es asignado como alcalde encargado del municipio Maturín. En octubre cambió a un alcalde encargado del Partido Socialista Unido de Venezuela / Gran Polo Patriótico Simón Bolívar conocido como Wilfredo Ordaz. Al finalizar el año, se realizaron despedidos en la Alcaldía de Maturín.
Entre abril y mayo de 2017, ocurren diversas manifestaciones y protestas en el centro de Maturín en contra del gobierno del presidente de Nicolás Maduro. A principios de junio, se realizan allanamiento y detenciones en el urbanismo El Faro, por parte de la Guardia Nacional de personas que participaron en el llamado Plantón Nacional. Para finales de junio, médicos y pacientes realizaron protestas en las inmediaciones del Hospital Manuel Núñez Tovar, por la escasez de medicinas. A mediados de septiembre, se ven las estaciones de gasolina abarrotadas por fallas de suministro de combustible. Se dificulta el transporte público en la ciudad y como alternativas utilizan camiones, esta opción de transporte las han denominados "perreras". Para el 10 de diciembre de 2017, fue elegido Wilfredo Ordaz como alcalde de Maturín por el periodo 2017-2021.
Para 2018, protestan en el centro de Maturín, por falta de efectivo en bancos. El 9 de mayo del mismo año, el presidente Nicolás Maduro, visitó Maturín como parte de su campaña electoral para las elecciones presidenciales de este mismo año. Desde el complejo de PDVSA en Jusepin ocurrió un derrame de petróleo en el Río Guarapiche, el 6 de julio de 2018, el anuncio lo dio a conocer la gobernadora del Estado Monagas. El 21 de julio del mismo año, la gobernadora Santaella en compañía de la ministra de obras públicas Marleny Contreras, inaugurarán el distribuidor del nodo sur de la ciudad. A la noche del 22 de enero de 2019, ocurrieron diversas manifestaciones en rechazo al gobierno del presidente Nicolás Maduro, en diversos barrios de la ciudad. Un día después, se realizó una marcha por la avenida Bolívar con Juncal.
Ocurrió un corte de energía eléctrica a nivel nacional que afectó el municipio Maturín y se prolongó a más de 24 horas, el 7 de marzo de 2019. Luego del anuncio de Juan Guaidó en la mañana del 30 de abril de 2019, sobre el inicio de la Operación Libertad, manifestantes salieron a las calles de la ciudad, principalmente entre la avenida Libertador y El Ejército, junto al Tanque de Armas. A finales de septiembre y octubre de 2019 el alcalde Wilfredo Ordaz fue criticado por la tala de árboles en diferentes calles de la ciudad.
A raíz de la pandemia de enfermedad por coronavirus en el mundo, para el Estado Monagas se confirmó el primer caso el 21 de marzo de 2020 en la ciudad. Como medida de prevención se dictó una cuarentena social obligatoria en todo el estado, haciéndose notar la poca afluencia de transeúntes en los espacios públicos, también fue reducido el horario laboral de comercio en el centro de la ciudad. Entre los meses de abril y mayo, se acentuó la escasez de gasolina en las estaciones de servicio de la ciudad. A principio de junio, empezó a distribuirse combustible en las gasolineras de manera controlada y limitando los litros por vehículos. Se observaron largas filas en las estaciones para surtir gasolina, proveniente de Irán. También fueron habilitadas algunas estaciones para comprar combustible en divisas a precio internacional. El 24 de noviembre de 2021 fue proclamada Ana Fuentes como alcaldesa del Municipio Maturín. En septiembre en 2022, las autoridades municipales pactaron el ordenamiento del transporte público para descongestionar la avenida Bicentenario y Bolívar por la calle Azcue. Se originó un incendio en la Torre Termine de la Avenida Bolívar, en el lugar llegó el Cuerpo de Bomberos del estado, el fuego se inicio en el espacio donde estaba la sede del Banco Industrial de Venezuela, el 24 de septiembre de 2023.
Tras las elecciones presidenciales de 2024, días posteriores se realizaron protestas y manifestaciones en diferentes puntos de la ciudad, en defensa del voto popular, el 29 de julio se concentraron en la cercanía de la plaza Ayacucho y el día 30, en las adyacencias de la plaza del estudiante y la redoma Juana la Avanzadora, con fuerte custodia policial.Por su parte el oficialismo, realizó una marcha desde la plaza Piar, por toda la avenida Bolívar dirigidos por el gobernador del estado Monagas, Ernesto Luna y la alcaldesa Ana Fuentes, el 3 de agosto del mismo año.

## Geografía

### Relieve e hidrografía
El paisaje característico es la de mesa. La ciudad posee varias corrientes fluviales como el río Guarapiche, el caño Orinoco (avenida Orinoco) y el morichal Juanico (cercano a la Universidad Pedagógica Experimental Libertador). Varias de esas corrientes de agua, como el morichal Juanico, están contaminadas por causa de la actividad humana en sus cercanías. El Volcán de Yagrumito, es un volcán de lodo ubicado a 6 km al sureste de la ciudad de Maturín.

### Clima
| Parámetros climáticos promedio de Aeropuerto de Maturín (2000—2025) | Parámetros climáticos promedio de Aeropuerto de Maturín (2000—2025) | Parámetros climáticos promedio de Aeropuerto de Maturín (2000—2025) | Parámetros climáticos promedio de Aeropuerto de Maturín (2000—2025) | Parámetros climáticos promedio de Aeropuerto de Maturín (2000—2025) | Parámetros climáticos promedio de Aeropuerto de Maturín (2000—2025) | Parámetros climáticos promedio de Aeropuerto de Maturín (2000—2025) | Parámetros climáticos promedio de Aeropuerto de Maturín (2000—2025) | Parámetros climáticos promedio de Aeropuerto de Maturín (2000—2025) | Parámetros climáticos promedio de Aeropuerto de Maturín (2000—2025) | Parámetros climáticos promedio de Aeropuerto de Maturín (2000—2025) | Parámetros climáticos promedio de Aeropuerto de Maturín (2000—2025) | Parámetros climáticos promedio de Aeropuerto de Maturín (2000—2025) | Parámetros climáticos promedio de Aeropuerto de Maturín (2000—2025) |
| Mes                                                                 | Ene.                                                                | Feb.                                                                | Mar.                                                                | Abr.                                                                | May.                                                                | Jun.                                                                | Jul.                                                                | Ago.                                                                | Sep.                                                                | Oct.                                                                | Nov.                                                                | Dic.                                                                | Anual                                                               |
| ------------------------------------------------------------------- | ------------------------------------------------------------------- | ------------------------------------------------------------------- | ------------------------------------------------------------------- | ------------------------------------------------------------------- | ------------------------------------------------------------------- | ------------------------------------------------------------------- | ------------------------------------------------------------------- | ------------------------------------------------------------------- | ------------------------------------------------------------------- | ------------------------------------------------------------------- | ------------------------------------------------------------------- | ------------------------------------------------------------------- | ------------------------------------------------------------------- |
| Temp. máx. media (°C)                                               | 32.7                                                                | 31.4                                                                | 39.4                                                                | 43.7                                                                | 32.4                                                                | 30.9                                                                | 30.9                                                                | 31.6                                                                | 32.3                                                                | 32.3                                                                | 31.5                                                                | 30.7                                                                | 33.3                                                                |
| Temp. media (°C)                                                    | 26.2                                                                | 26.6                                                                | 27.1                                                                | 27.8                                                                | 27.8                                                                | 26.9                                                                | 26.9                                                                | 27.4                                                                | 27.9                                                                | 27.9                                                                | 27.4                                                                | 26.6                                                                | 27.2                                                                |
| Temp. mín. media (°C)                                               | 21.7                                                                | 21.7                                                                | 22.0                                                                | 22.8                                                                | 23.2                                                                | 22.9                                                                | 22.8                                                                | 23.1                                                                | 23.5                                                                | 23.4                                                                | 23.2                                                                | 22.4                                                                | 22.7                                                                |
| Humedad relativa (%)                                                | 74.5                                                                | 71.5                                                                | 70.5                                                                | 70.0                                                                | 72.0                                                                | 76.5                                                                | 76.5                                                                | 75.5                                                                | 74.0                                                                | 74.0                                                                | 76.5                                                                | 76.0                                                                | 74                                                                  |
| Fuente: Instituto Nacional de Meteorología e Hidrología (INAMEH)    |                                                                     |                                                                     |                                                                     |                                                                     |                                                                     |                                                                     |                                                                     |                                                                     |                                                                     |                                                                     |                                                                     |                                                                     |                                                                     |

| Parámetros climáticos promedio de Maturín (1961-1990) | Parámetros climáticos promedio de Maturín (1961-1990) | Parámetros climáticos promedio de Maturín (1961-1990) | Parámetros climáticos promedio de Maturín (1961-1990) | Parámetros climáticos promedio de Maturín (1961-1990) | Parámetros climáticos promedio de Maturín (1961-1990) | Parámetros climáticos promedio de Maturín (1961-1990) | Parámetros climáticos promedio de Maturín (1961-1990) | Parámetros climáticos promedio de Maturín (1961-1990) | Parámetros climáticos promedio de Maturín (1961-1990) | Parámetros climáticos promedio de Maturín (1961-1990) | Parámetros climáticos promedio de Maturín (1961-1990) | Parámetros climáticos promedio de Maturín (1961-1990) | Parámetros climáticos promedio de Maturín (1961-1990) |
| Mes                                                   | Ene.                                                  | Feb.                                                  | Mar.                                                  | Abr.                                                  | May.                                                  | Jun.                                                  | Jul.                                                  | Ago.                                                  | Sep.                                                  | Oct.                                                  | Nov.                                                  | Dic.                                                  | Anual                                                 |
| ----------------------------------------------------- | ----------------------------------------------------- | ----------------------------------------------------- | ----------------------------------------------------- | ----------------------------------------------------- | ----------------------------------------------------- | ----------------------------------------------------- | ----------------------------------------------------- | ----------------------------------------------------- | ----------------------------------------------------- | ----------------------------------------------------- | ----------------------------------------------------- | ----------------------------------------------------- | ----------------------------------------------------- |
| Lluvias (mm)                                          | 58                                                    | 33                                                    | 24                                                    | 37                                                    | 100                                                   | 208                                                   | 215                                                   | 177                                                   | 131                                                   | 107                                                   | 135                                                   | 111                                                   | 1336                                                  |
| Días de lluvias (≥ 1.0 mm)                            | 9.7                                                   | 5.7                                                   | 4.0                                                   | 4.2                                                   | 10.6                                                  | 18.1                                                  | 19.6                                                  | 17.8                                                  | 12.8                                                  | 12.1                                                  | 14.2                                                  | 12.6                                                  | 141.4                                                 |
| Horas de sol                                          | 248.0                                                 | 226.0                                                 | 251.1                                                 | 228.0                                                 | 213.9                                                 | 168.0                                                 | 186.0                                                 | 204.6                                                 | 213.0                                                 | 232.5                                                 | 219.0                                                 | 229.4                                                 | 2619.5                                                |
| Fuente: Observatorio de Hong Kong                     |                                                       |                                                       |                                                       |                                                       |                                                       |                                                       |                                                       |                                                       |                                                       |                                                       |                                                       |                                                       |                                                       |

### Vegetación

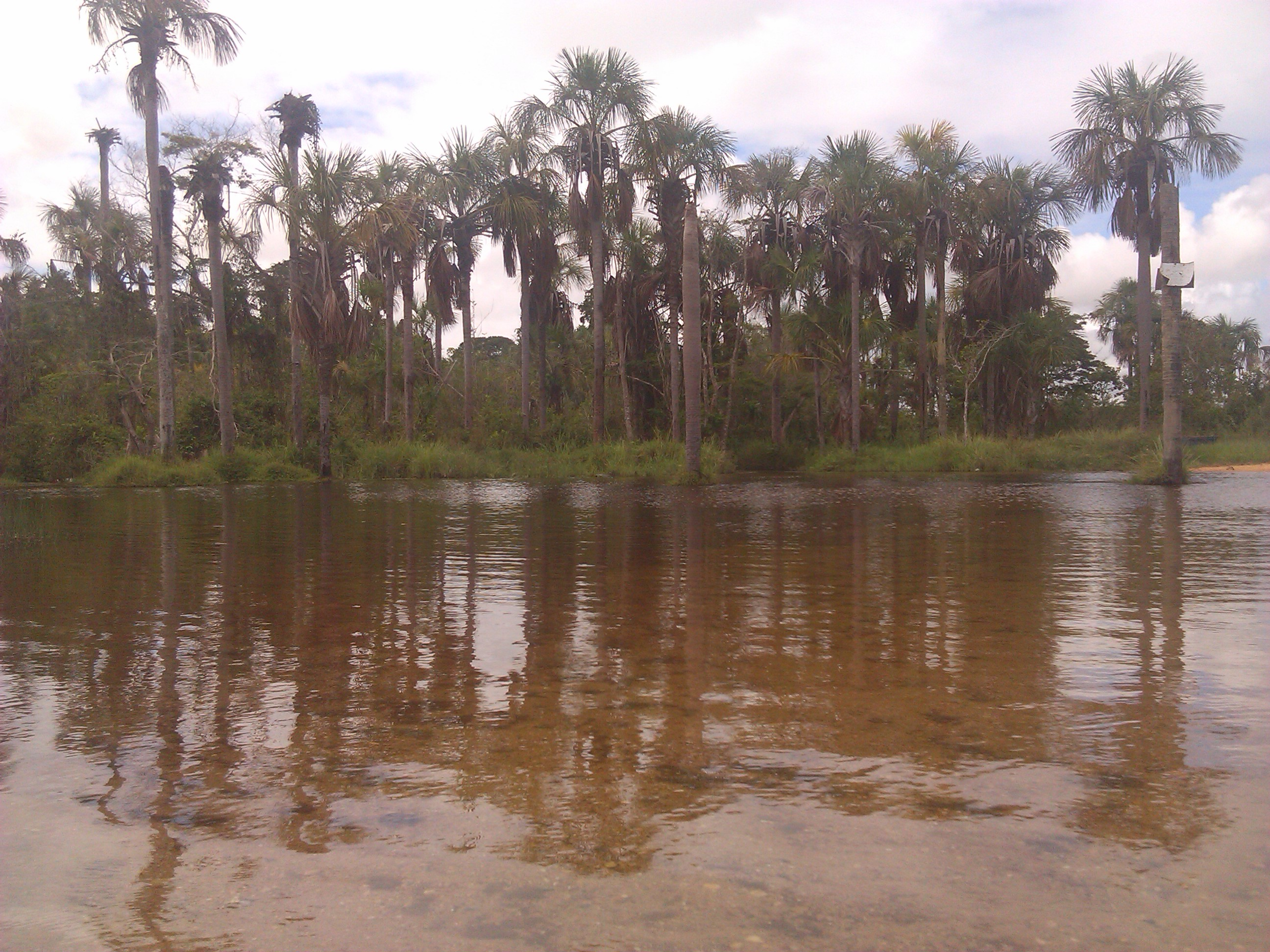
Morichales en Maturín.

Bosque seco tropical. Se encuentran especies vegetales características de sabana abierta como: Paja peluda (Paspalum paniculatum), Chaparro (Curatella americana), Aceite (Copaifera officinalis), Chaparro manteco (Byrsonima crassifolia) y Morichales (Mauritia flexuosa).

### Medio ambiente
La ciudad de Maturín enfrenta diversas problemáticas ambientales, especialmente en lo relacionado con el suministro de agua potable y la gestión de residuos sólidos. Uno de los principales focos de preocupación es el estado del río Guarapiche, principal fuente de abastecimiento hídrico de la ciudad, el cual ha sido afectado en múltiples ocasiones por derrames petroleros, comprometiendo la calidad del agua y generando impactos ecológicos significativos.
En cuanto a la recolección de desechos, el servicio presenta deficiencias estructurales, tanto en la cobertura de las rutas como en la disponibilidad de unidades operativas. Esta situación ha provocado una acumulación visible de basura en calles, avenidas y espacios públicos, afectando la salubridad urbana. Algunos parques y plazas han llegado a ser utilizados como rellenos sanitarios temporales, lo que ha deteriorado su función recreativa y paisajística.
El principal relleno sanitario de la ciudad se encuentra en las afueras y es conocido como Potrerito. Este vertedero no solo recibe los desechos del municipio Maturín, sino también de municipios vecinos, lo que ha incrementado su carga operativa y ha generado preocupaciones sobre su capacidad y sostenibilidad ambiental.

## Demografía

### División territorial y población
Según la Reforma Parcial de la Ley de División Político Territorial del Estado Monagas, publicada en la Gaceta Oficial del Estado Monagas de fecha 29 de julio de 1998, N.º Extraordinario, la ciudad está dividida en las siguientes parroquias urbanas:
- Alto de los Godos
- Boquerón, tienen la particularidad de celebrar su propio carnaval desde la plaza Doña Menca hasta el sector El Zorro.[47]
- Las Cocuizas.
- San Simón
- Santa Cruz
- Jusepín
- El Furrial
- El Corozo
- La Pica
- San Vicente

El censo de población y vivienda, hecho por el Instituto Nacional de Estadística de Venezuela en el año 2011, dio los siguientes resultados en cuanto a población urbana por parroquia:
| Parroquia         | Población urbana (censo 2011) |
| ----------------- | ----------------------------- |
| Alto de Los Godos | 139.257                       |
| Boquerón          | 65.203                        |
| Las Cocuizas      | 110.976                       |
| San Simón         | 59.172                        |
| Santa Cruz        | 72.675                        |

La sumatoria de la población urbana de las parroquias indica que Maturín tenía 447.283 habitantes para el año 2011, en el 2015 se prevé que la población ha alcanzado el medio millón de habitantes (514.046 hab para ser exactos).

## Arquitectura y urbanismo

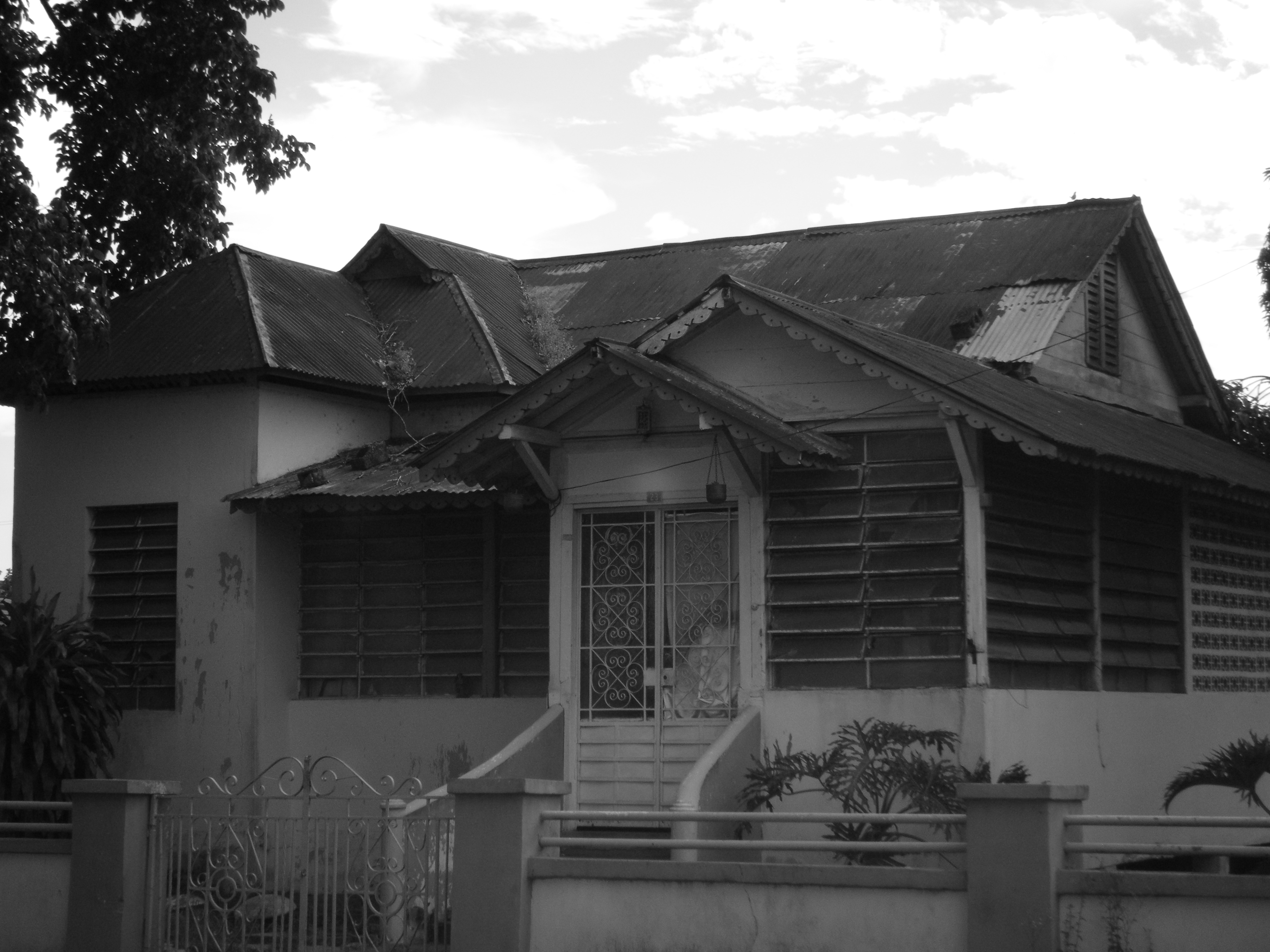
Casa Antillana, en la avenida Las Palmeras de Maturín

Su territorio es extenso y llano, con muy pocas pendientes. Rara vez sufre complicaciones de terremotos y temblores (baja sismicidad). Posee una fuente de agua dulce como es el Río Guarapiche. La ciudad de Maturín luego de la exploración y explotación petrolera ha ido creciendo paulatinamente y de forma horizontal. Al no estar rodeada de montañas, Maturín posee amplios espacios para su expansión. El aumento demográfico ha llevado al colapso de los servicios básicos, al surgimiento de ranchos (Viviendas precarias) en las zonas más pobres y al congestionamiento vehicular de sus calles. Antes de la década del 2000 en el centro de la ciudad podían observarse casas estilo americanas y otros las han definido como casas antillanas.
La ciudad posee plazas públicas y parques. También tiene una diversidad de árboles en las principales avenidas, las especies que con frecuencia se pueden observar, están el Apamate, el Caoba, incluso el Araguaney. Se ha evitado sembrar especie como el Saman para prevenir el deterioro de las calles y veredas.
A partir del año 2000, sufrió de invasiones de terrenos en diferentes sectores del municipio Maturín, uno de ellos es el sector de Santa Inés, Invasión de la Puente. La zona norte es la de mayor desarrollo urbanístico en los últimos años. Grandes centros comerciales y empresariales como el Monagas Plaza y el Ciudad Comercial Petroriente (CCP) se ubican a lo largo de la avenida Alirio Ugarte Pelayo. También se encuentran en la zona norte sectores residenciales como Tipuro o San Miguel Country Club, este último de tipo campestre.
Al sureste están ubicadas áreas comerciales y residenciales de clase media alta como Las Avenidas, Juanico y La Floresta. El sector Las Avenidas concentra un gran número de centros de salud privados, restaurantes, y una variedad de tiendas y servicios. El sur de Maturín ha tenido recientemente un gran crecimiento en construcciones. Las vías terrestres importantes del área son la avenida Raúl Leoni y la carretera del sur. Los centros comerciales Ciudad Comercial La Cascada y el Parque Morichal, antiguo Sigo se encuentran allí. En la zona suroeste se encuentra la Zona industrial de Maturín, el Estadio Monumental y varios conjuntos residenciales, como La Llovizna, Las Carolinas, Los Girasoles, El Faro, entre otras. Las principales vías son la avenida Bella Vista y la avenida principal de la Zona Industrial (R-10).
El centro de la ciudad cuenta con las sedes de la gobernación, del parlamento estadal, de la alcaldía y de otros organismos públicos. Allí se encuentran las edificaciones más antiguas, las cuales son de finales del siglo XIX (iglesia de San Simón) o de principios del siglo XX (Palacio de Gobierno, casas de estilo americano tropical de la avenida Las Palmeras). Vías importantes del centro de Maturín son la avenida Bolívar, avenida Bicentenario, avenida Libertador, avenida Orinoco y avenida Juncal. Al suroeste del centro de la ciudad se encuentra la urbanización Los Guaritos, zona de gran auge residencial y comercial, ya que se ubica la Universidad de Oriente y la Universidad Simón Rodríguez.
Entre las edificaciones más altas de la ciudad se encuentra la Catedral de Maturín, la Torre Termini localizada sobre la avenida Bolívar y la Torre Coffel sobre la avenida Bicentenario.

## Economía
Maturín alberga la sede de PDVSA – Monagas. La ciudad tiene la Zona Industrial de Maturín C.A. (ZIMCA) donde se han establecido varias empresas. Cuenta con industrias licoreras cómo Alcoholes y Añejos Monagas e Industrias Bravo & cia. Maturín es una de las ciudades más caras de Venezuela. Según el Índice Nacional de Precios al Consumidor del BCV, Maturín ocupó el primer lugar en diciembre de 2008 en cuanto a inflación. En octubre de 2011, Maturín estaba en el tercer puesto, según cifras del BCV y del INE. Para noviembre de 2012, el Índice Nacional de Precios al Consumidor del BCV y del INE mostró que Maturín y Maracay tenían una inflación acumulada de 17,7 %; lo que las hacían las más caras del país.
En el sector productivo, poseen empresas como JAC Motors Oriente inaugurado en 2024, dedicadas al área automotriz.

### Mercados populares
La ciudad de Maturín cuenta con al menos 8 mercados periféricos, donde los ciudadanos pueden comprar vegetales, frutas, carnes y comidas elaboradas, el más importante es el Mercado municipal de Maturín ubicado en el sector de Los Bloques, también existe el Mercado periférico Las Cocuizas, donde los días sábados se suele presentar el mercadito de Las Cocuizas en la adyacencia de este. Otro mercado popular que se recrea los días sábados es el mercado del avión que se localiza en la avenida El Ejército.De igual forma, los días domingo en el sector Paramaconi se desarrolla un mercado popular. También existe el Mercado del antiguo Pdval a pocas cuadras del Mercado Los Bloques, anteriormente era el supermercado Fidias.

### Instituciones financieras
- Banco Bicentenario
- Banco de Venezuela
- Banco Mercantil
- Banco Provincial
- Banco Activo
- Banplus
- Bancamiga

### Turismo
Maturín cuenta con una amplia variedad de alojamientos que van desde moteles hasta hoteles cinco estrella. Para feriados como Carnaval y Semana Santa, ofrecen el servicio de la piscina para los locales pueda disfrutar de sus instalaciones. Entre los Hoteles más importantes de la ciudad están, Hotel Tibisay Maturín anteriormente conocido como Hotel Morichal Largo, Hotel Monagas Internacional, Hotel Luciano Jr y Hotel San Miguel, este último cuenta con un espacio para eventos denominado salón Río Aragua.
La ciudad de Maturín en conjunto con la Corporación de Turismo de la Gobernación de Monagas, han apostado por el turismo local, con proyectos como el "city tour", que consisten en paseos por casco central de la ciudad. Aprovechando los espacios verdes y la edificaciones distintivas de la ciudad.
Otras atracción que ha surgido en los últimos años son las hacienda Agroturísticas a las afuera de la ciudad, siendo la más conocida la Estancia Los Potros, también se localizan otras en el sector de San Jaime como Villa Toscana Lux. Además de la Estancia Las Carolinas y el Valle Encantado, en el sector La Cruz. Por su parte los locales, suelen ir a balnearios que se localizan a las afueras de Maturín, como Mapirito, Boquerón de Amana, Puente Hierro, entre otros.

## Infraestructuras

### Salud
Desde el siglo XIX Maturín ha sido azotada por enfermedades tropicales transmitidas por mosquitos como por ejemplo la fiebre amarilla. En los años treinta y cuarenta del siglo XX se han llevado a cabo programas de fumigación para eliminar los insectos vectores de las enfermedades. Gracias a esto se acabaron con las enfermedades tropicales. Pero en los años noventa del pasado siglo han repuntado de nuevo enfermedades tales como el dengue debido a la falta de continuidad de las campañas de fumigación.
Maturín cuenta con varios hospitales públicos y numerosas clínicas privadas. El principal centro de salud de Maturín es el Hospital "Dr. Manuel Núñez Tovar", ubicado en la avenida Bicentenario. Otro hospital público es el "Dr. José María Vargas", ubicado en la localidad de Los Guaritos, fundado en 1986. Maturín es sede de un centro de atención psiquiátrica y de un ancianato. También cuenta con el Centro Cardiovascular Oriental Dr. "Miguel Hernandez" que es una institución de salud comprometida a prestar atención en el área cardiológica para así optimizar a nivel de atención médica integral a través de las actividades de promoción, prevención, diagnóstico, tratamiento (ambulatorio), rehabilitación cardiovascular (CV), educación médica y comunitaria, registro y análisis de estadísticas e investigación clínica y epidemiológica.
El centro asistencial Serres ubicado en el barrio Las Cocuizas. Entre los centros de salud privados, se encuentran la Hospital Metropolitano de Maturín. También se encuentra un sector llamado las Avenidas, dónde albergan un gran nuevos de clínicas y laboratorios especializados en el área de salud, la cual se puede mencionar el centro médico, la policlínico de Maturín, La Pirámide, Isamica, centro de salud Divino Niño.
También tiene el Hospital Psiquiátrico Dr. Luis Daniel Beauperthuy de Maturín.

### Transporte

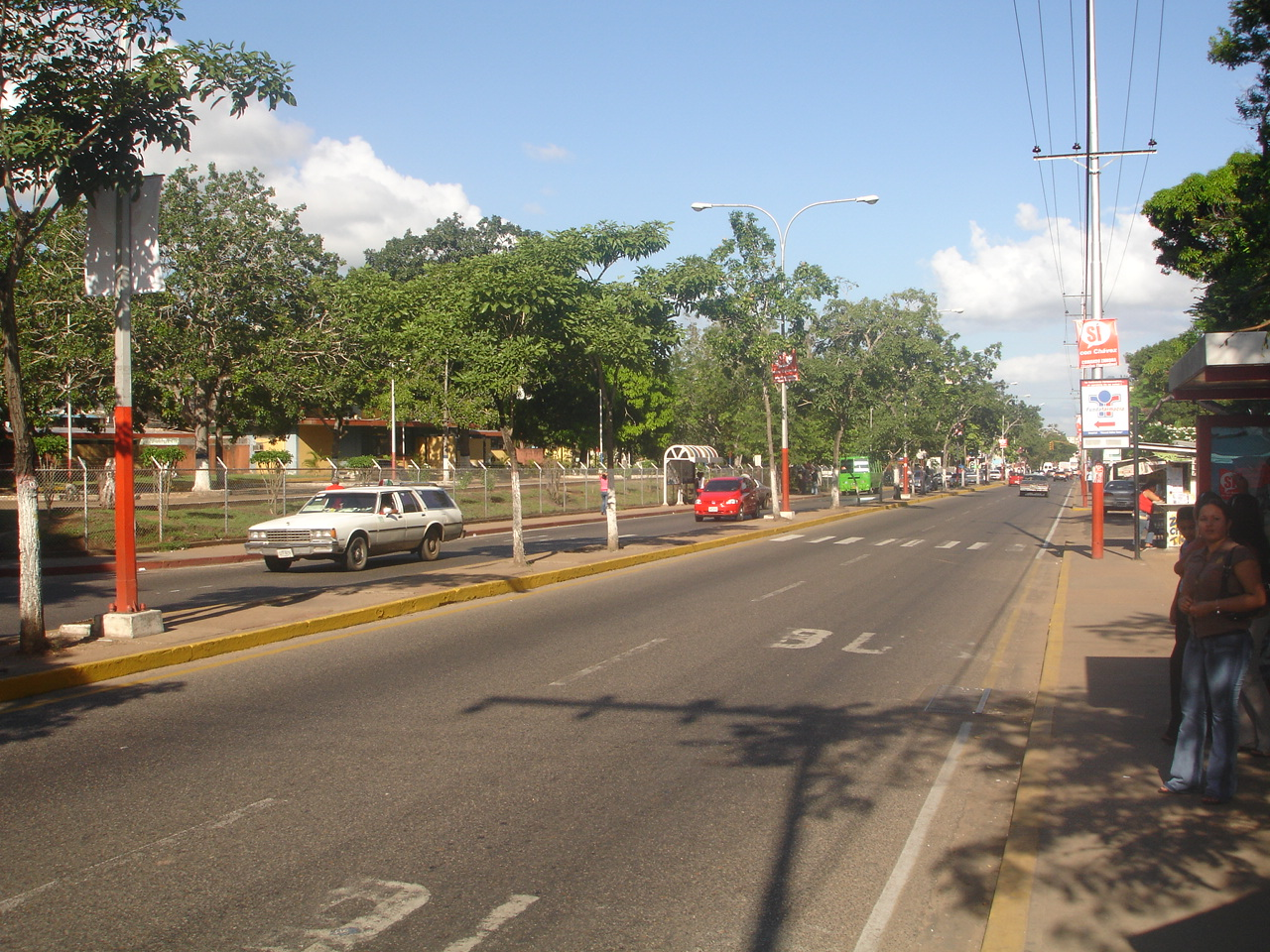
Avenida Bicentenario

Los medios de transporte de mayor uso, autobuses, busetas (bans) y carritos por puesto, conectan diferentes barrios con el centro de la ciudad. El municipio cuenta con 65 rutas legalmente registradas. Estos se suelen identificar con una enumeración que indican la ruta por donde transitan, a diferencia de los autobuses de la empresa TransMonagas que detallan con un cartel los lugares referenciales por donde se trasladan. En el 2010 había unas 7 mil 500 unidades de transporte público en Maturín, insuficientes para satisfacer la demanda existente. A esta situación se suma la congestión vehicular en diversas avenidas, así como la escasez de paradas y de estacionamientos. Una problemática en los últimos años es el mal funcionamiento de los equipos de tránsito como los semáforos en el centro de la ciudad.Para finales de 2022, durante el gobierno municipal de Ana Fuentes, se propone la implementación de 44 paradas de las 22 existentes, a lo largo de la avenida Bicentenario, y Bolivar, con desvío en la Plaza 7, como un nuevo esquema para el transporte público. En marzo de 2023, se instaló un moderno sistema de semáforos inteligentes en las calles Juncal y Ribas de la ciudad. Durante la alcaldía de Warner Jiménez se propuso la creación de un tren ligero, pero no se concretó. Para abril de 2025, se empieza a implementar "puntos de transferencia" al sistema integrado de transporte público en la ciudad, para conectar a Maturín de Norte a Sur y de Este a Oeste. Estos punto se han definido en la Redoma de Las Cocuizas, Terminal de pasajeros de Maturín, Zona Industrial, Boquerón, entre otras.
Las principales avenidas de Maturín son, entre otras:
- Avenida Alirio Ugarte Pelayo, inaugurada en los años 80, es la principal vía de entrada y salida a la ciudad por su lado norte, también permite llegar a los centros comerciales Monagas Plaza y Petroriente, además del Hotel Stauffer y otros establecimientos comerciales y urbanizaciones de renombre. Su nombre es en honor del gobernador del Estado Monagas Alirio Ugarte Pelayo, uno de los primeros en contribuir a la modernización de la ciudad de Maturín
- Avenida Andrés Eloy Blanco
- Avenida Bella Vista, es la vía de salida de la ciudad por su lado oeste, inicia tras pasar la plaza el Indio Maturín. En su camino se puede hallar el Hospital Metropolitano, la sede de la Policía Municipal y Estatal (ambas separadas), el Hotel Venetur y también se puede llegar al sector La Cruz, Alto Paramaconi, San Jaime (en donde está el Estado Monumental), dicha avenida también lleva al Corozo y al Furrial.
- Avenida Bicentenario, construida en los años 60 para el bicentenario de la fundación de la ciudad y una de las arterias principales de la ciudad, en su camino se puede ver edificaciones como La Plaza, El Indio Maturín, El Hospital Universitario Manuel Núñez Tovar (inaugurado en 1965), los liceos nacionales Ildefonso Núñez Mares y Francisco Isnardi, la Torre Coffell y finalizando en la plaza Piar que es en donde empieza la Av. Bolívar.
- Avenida Bolívar, es uno de los tramos más antiguos de la ciudad. Data de mediados del siglo XIX y era conocida como la calle Bolívar la cual atravesaba el célebre barrio Latino, hogar de las familias pudientes del Maturín de ayer como Los Núñez y otras más. Su tramo original abarcaba desde la plaza Piar hasta lo que hoy es la plaza Rómulo Gallegos y actualmente, el tramo ha sido ampliado hasta el parque La Guaricha, ese nuevo tramo fue inaugurado en los años 50 durante el gobierno de Alirio Ugarte Pelayo (gobernador de Monagas entre 1951 y 1953). Hay un tramos que hay denominado Paseo Bolívar, que se extiende desde la redoma Juana La Avanzadora en sentido este hasta el Parque La Guaricha y Polideportivo de Maturín, que por ordenanza municipal restringe la circulación de transporte público.[66]
- Avenida Cruz Peraza, inaugurada en 1983 y se convirtió en una alternativa para rodear la ciudad desde la avenida Bellavista hasta la avenida Alirio Ugarte Pelayo sin necesidad de atravesarla por el centro.
- Avenida El Ejército
- Avenida Fuerzas Armadas
- Avenida José Antonio Páez, conecta la avenida Bellavista con la avenida Principal de los Guaritos atravesando a su vez la avenida El Ejército.
- Avenida José Gregorio Monagas
- Avenida Juncal, otro de los tramos más antiguos de la ciudad, data de la segunda mitad del siglo XIX y era conocida como calle Juncal la cual iniciaba en el Caño Maturín y llegaba hasta el Banqueado por lo cual siempre fue una arteria principal de la ciudad que atravesaba el casco histórico de la misma. En los años 60 se convirtió en una gran avenida que hoy es uno de los ejes principales de la ciudad y no solo abarca su tramo original, ahora llega hasta la avenida Libertador tras pasar el antiguo parque Doña Menca de Leoni.
- Avenida La Paz
- Avenidas Las Palmeras, primera avenida de Maturín,[71] inaugurada en 1910 y conocida como La Gran Avenida (luego pasó a llamarse Av. Emilio Fernández y luego Av. Monagas), dicha zona fue el centro económico y social de la ciudad durante años hasta que durante la modernización de la ciudad, el centro fue ampliado a sus límites actuales. En dicha avenida se pueden encontrar la Residencia del Gobernador, el Hotel Mallorca, el antiguo Cine Rialto, La Fundación del Niño y ahí funcionó alguna vez el primer hospital de Maturín entre 1910 y 1942.
- Avenida Libertador, también es una avenida principal, su construcción inició alrededor de los años 60 y 70. Conecta la avenida Rómulo Gallegos con la avenida Bella Vista y atraviesa numerosos puntos estratégicos de la ciudad.
- Avenida Los Pájaros, ubicada entre el sector Los Guaritos y Alto de los Godos.
- Avenida Luis del Valle García, inaugurada en 1961, paralela a la avenida Bolívar y es también una de las vías principales de la ciudad; en ella existen numerosas clínicas y hospitales.
- Avenida Miranda, es parte del centro de la ciudad, antes conocida como calle Miranda.
- avenida Orinoco, es una arteria vial que conecta dos tramos de la avenida Libertador, dicha avenida está rodeada por el Caño Orinoco que siempre ha sido un punto de referencia de la ciudad.
- Avenida Raúl Leoni, inaugurada entre los años 60 y 70
- Avenida Ribas
- Avenida Rómulo Gallegos
- Avenida Universidad, llamada así ya que pasa junto a la sede de la Universidad de Oriente (UDO).

Maturín se comunica con otras ciudades a través de:
- El Terminal interurbano de Maturín, un terminal de autobuses y taxis ubicado en la avenida Libertador. Inaugurado el 20 de abril de 1980.[72] Es administrado por la municipalidad por medio del Servicio Autónomo de Terminal Interurbano y Suburbano del Municipio Maturín (Satiusum), desde el 9 de julio de 2012.[73]

#### Transporte aéreo

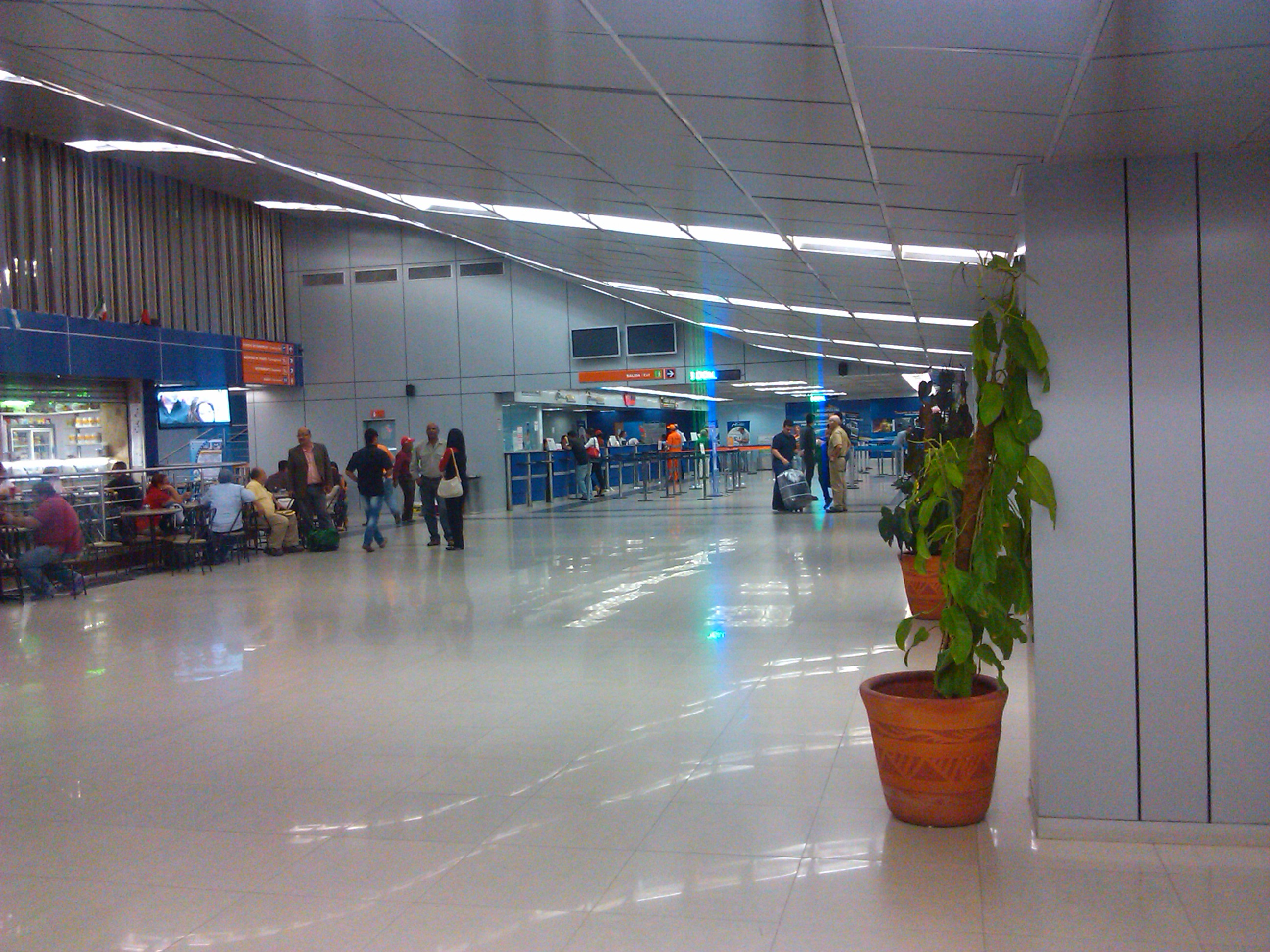
Aeropuerto Internacional José Tadeo Monagas (Interior)

La ciudad cuenta con un aeropuerto principal para todo el Estado Monagas. El Aeropuerto Internacional José Tadeo Monagas, se realizan vuelos principalmente hacia Caracas, la Isla de Margarita (Nueva  Esparta) y Maracaibo. Internacionalmente se realizaban vuelos con destino a Trinidad y Tobago.

### Servicios públicos
El servicio de agua y cloacas es administrado por la empresa pública Aguas de Monagas. El servicio es suministrado por medio de una planta potabilizadora principal y una secundaria. La Planta Potabilizadora del Bajo Guarapiche y la planta de Mapirito. También hay pozos en el sector Paradero de la parroquia Boquerón.
El servicio eléctrico fue instalado a partir de 1911, dónde se construyó la primera planta eléctrica. En la actualidad, se encuentra a cargo la Corporación Eléctrica de Venezuela (CORPOELEC) anteriormente era llamado CADAFE.
El servicio de gas natural es suministrado por la filial de PDVSA, PDVSA Gas. También existe la compañía GASMACA para su distribución. Maturín no cuenta con una estructura de distribución por tubería como en otros lugares, aunque hay pequeños barrios que poseen este método de distribución. La principal forma de transportar y mantener el gas es por bombonas o cilindros.
El servicio de telecomunicaciones cuenta con varias empresas públicas y privadas, siendo la más representativa CANTV, aunque hay empresas privadas como Movistar y Digitel que dan servicio de telefonía fija y móvil. Además de estas, existe la empresa Clix que ofrece servicio de internet, al igual que la compañía Inter, anteriormente llamada Intercable. Está última cuenta con el servicio de televisión por cable. En junio de 2025, la empresa CANTV realiza trabajos en la ciudad para migrar las redes de cobre a fibra óptica.
En cuanto al servicio de recolección de residuos es administrado por la Alcaldía del Municipio Maturín, pero no es suficiente para cubrir todo el territorio. Así que, existen pequeñas empresas privadas de recolección residuos que se enfocan en cubrir está necesidad en urbanizaciones, organizaciones y pequeños barrios privados.
La ciudad cuenta con varios cementerios, el más conocido es el cementerio municipal de Maturín se localiza en la avenida Alirio Ugarte Pelayo y cuenta con un crematorio.También esta el Cementerio viejo de Maturín en la avenida Orinoco y el cementerio La Cotorra de Maturín localizado en la parroquia Las Cocuizas.

### Seguridad
Maturín está presente la Policía del Estado Monagas. También posee la Policía Municipal de Maturín (POMU) que se encuentra intervenida.
Otros organismos que se pueden observar en la ciudad son la Policía Nacional Bolivariana y la Guardia Nacional.

## Educación

### Liceos
La ciudad cuenta con varios institutos públicos y privados situado en los sectores más populares de Maturín. Entre los liceos más conocidos están el Liceo Ildefonso Núñez Mares, Francisco Isnardi, Miguel José Sanz, Peña Saavedra, entre otros.

### Universidades
Maturín alberga diversas universidades e institutos de educación superior, públicas y privadas, que ofrecen carreras de distintos sectores e índole. Es la ciudad que posee la mayoría de las universidades en el Estado Monagas.
Universidades Públicas:

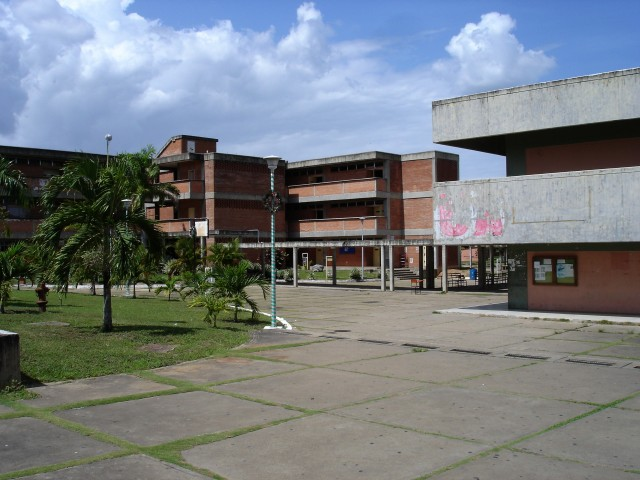
Sede de la UDO en Maturín.

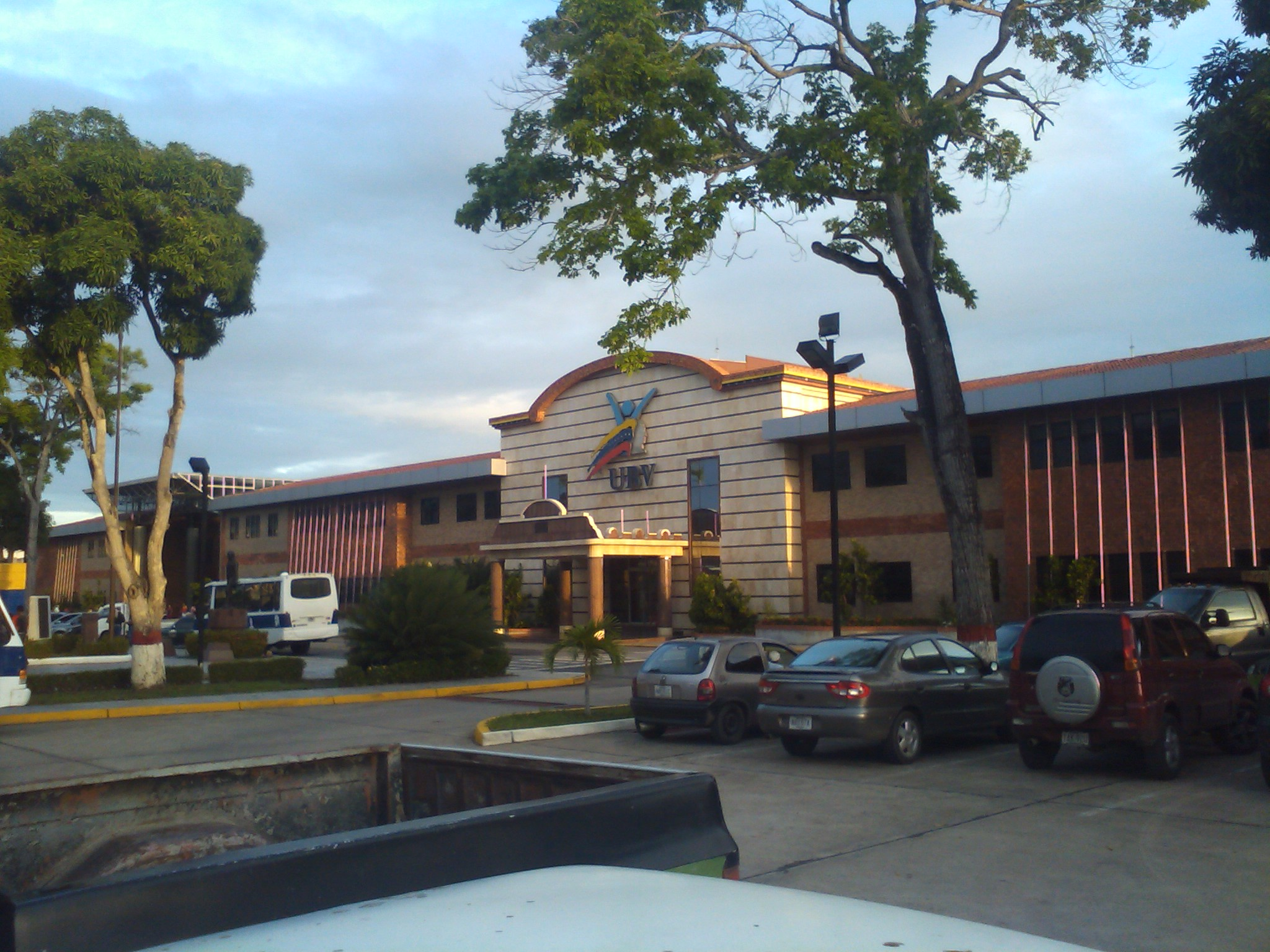
Sede de la UBV en Maturín.

- Universidad Nacional Experimental Rómulo Gallegos (UNERG) — Núcleo de Monagas, orientada a la ciencia de la salud. Se localiza en la parroquia Las Cocuizas. Desde el 2020 ofrece cátedras de Medicina, Fisioterapia y Enfermería. En 2022, incorporó Psicología, Radiodiagnóstico, Nutrición y Dietética, Citotecnología y Odontología.[81]
- Universidad de Oriente (UDO) — Núcleo de Monagas.
- Universidad Nacional Experimental Simón Rodríguez (UNESR) — Extensión Maturín.
- Universidad Bolivariana de Venezuela (UBV) — Núcleo de Monagas.
- Universidad Pedagógica Experimental Libertador (UPEL) — Extensión Maturín // Instituto Pedagógico de Maturín — (IPM).
- Universidad Nacional Abierta (UNA).
- Universidad Nacional Experimental de la Seguridad, (UNES - Centro de Formación Monagas).

Universidades Privadas
- Instituto Universitario Politécnico Santiago Mariño (IUPSM) — Extensión Maturín.
- Universidad Gran Mariscal de Ayacucho (UGMA) — Núcleo Maturín.
- Universidad Católica Cecilio Acosta (UNICA) (estudios a distancia).
- Universidad de Margarita (UNIMAR) (se estudia allí carreras de postgrado).

Institutos Privados de Educación Superior
- Instituto Universitario de Tecnología Industrial Rodolfo Loero Arismendi (IUTIRLA) — Sede Maturín.
- Instituto Universitario de Tecnología Venezuela (IUTV) — Sede Maturín.

## Deportes

### Instalaciones
La ciudad cuenta con el complejo Polideportivo de Maturín, construido para la realización de los Juegos Nacionales de 1982. Este moderno polideportivo tiene diversas instalaciones para la práctica de deportes como baloncesto, fútbol, béisbol menor, fútbol de salón, tenis, natación, ciclismo, atletismo y ciclovías. Se encuentra en la avenida Raúl Leoni tiene las canchas de arena más grandes del país. Durante el gobierno de Ernesto Luna a finales de 2023, se remodeló la fachada de complejo deportivo, adecuándose la pista de atletismo e incorporando locales de comida.También se modernizó la plaza Generalísimo Francisco de Miranda y se construyó un teatro al aire libre.
- Estadio Monumental de Maturín, con una capacidad aproximada de 52 000 espectadores es el estadio de fútbol más grande de Venezuela. Fue una de las sedes de la Copa América 2007 y el Campeonato Sudamericano Sub-20 de 2009.

- Kartódromo de Viboral, lugar de competencia de motocross, karting y exhibiciones de autos tuning a nivel nacional.

- Campo de Golf de San Miguel Country Club, ubicado al norte de la ciudad.
- Maturín cuenta con campos de beisbol menor y canchas multidisciplinaria a lo largo de sus parroquias y barrios, como el estadio Translaca en la avenida Bella Vista,[84] estadio Las Cocuizas detrás del parque Padilla Ron, estadio Marco Antonio Saluzzo en el barrio Paraíso, estadio Las Comunales en Los Godos, estadio de beisbol de Boquerón, entre otros.

### Equipos deportivos

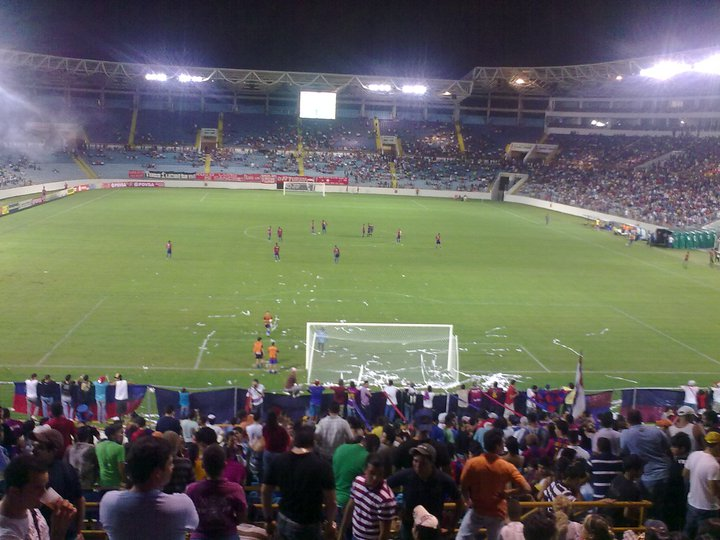
Estadio Monumental de Maturín.

| Club                     | Liga                                     | Estadio                         | Fundado | Títulos |
| ------------------------ | ---------------------------------------- | ------------------------------- | ------- | ------- |
| Monagas Sport Club       | Liga FUTVE                               | Estadio Monumental de Maturín   | 1987    | 2       |
| Atlético La Cruz         | Liga FUTVE 2                             | Estadio Monumental de Maturín   | 2020    | 0       |
| Sulmona FC               | AC3 FUTVE                                | Estadio Alexander Bottini.      | 2006    | 0       |
| Monagas Futsal Club      | Liga FUTVE Futsal 1                      |                                 |         | 0       |
| Cangrejeros de Monagas   | Superliga de Baloncesto (SLB)            | Gimnasio Gilberto Roque Morales | 2013    | 0       |
| Marinos de Oriente       |                                          | Gimnasio Gilberto Roque Morales |         |         |
| Elite Rugby Club Monagas | Campeonato Venezolano de Clubes de Rugby | Estadio Alexander Bottini.      | 2011    | 0       |

### Otras disciplinas deportivas
Pádel en canchas Once Padel del Tipuro, Maturín.Donde el 28 de junio de 2024 se inauguraron las instalaciones del Nuevo Club, localizado en dentro del Hotel Kariña y Club Palma Real, previo al Máster Pádel Maturín.De la misma manera cuenta con un equipo de beisbol infantil llamado Criollitos Monagas.En noviembre de 2024, se inauguraron canchas de racquetball en el hotel Tibisay de Maturín.
Las ligas locales de fútbol son organizadas por la Asociación de Fútbol del Estado Monagas (AFEM). Existen equipos como Atlético Maturín, Academia Monagas SC, pertenecientes a categorías menores tales como la categoría Sub-12 y Sub-14.Además, existen escuelas deportivas como la escuela Profesor Antonio Mejía dedicadas a fomentar la práctica de esta disciplina.

## Cultura

### Literatura
Es fundamental reconocer a destacados escritores y poetas como Julián Padrón quien ha dejado un legado significativo, reflejado en la Biblioteca que lleva su nombre.  A finales de 2023, en la biblioteca se presentaron varios libros como Monagas Bella Monagas de Jesús Núñez León, Melodías de Dolores Maza, Percep, Ver de Carmen Vera y Letras Voladoras de Rosalba Maestre.
También es importante mencionar escritores que forman parte de lo que es el patrimonio cultural de Maturín y el Estado Monagas como Domingo Rogelio Leóny el poeta César Suppini, homenajeado por la filven.
En años recientes se han establecido diferentes organizaciones y asociaciones literarias como la Sociedad de Poetas Andrés Eloy Blanco seccional Monagas a cargo de Nellys Carrasquel.

### Bailes
Existen diversos bailes que tradicionalmente se realizan en las escuelas y espectáculos culturales, cómo los son; el Baile de la burriquita, de tambor y el pájaro guarandol, entre otros.

### Festividades
La Festividad de la Virgen del Valle se celebra en el mes de septiembre. Se hacen procesiones con la imagen de la Virgen del Valle en varias zonas de la ciudad.
La Feria de San Simón se realiza para celebrar el aniversario de la fundación de la ciudad. Se efectúa en la primera semana de diciembre. Se hacen espectáculos como danzas, expoferia de alimentos, exhibición de caballos de paseo, coleo, presentaciones de grupos musicales, exposiciones agrícolas y de artesanía. Tiene lugar en el Complejo ferial Chucho Palacios. Lleva el nombre de San Simón en honor de Simón el Zelote, patrono de Maturín.
La quema de judas, este evento ocurre los domingo de resurrección, donde encienden con fuego un muñeco. En los últimos años estos muñecos han sido personalizados por políticos contemporáneos.

#### Carnaval de Maturín
El Carnaval de Maturín se destaca por el desfile en la ciudad de comparsas y carrozas elaboradas por las comunidades, instituciones educativas, organismos públicos y empresas privadas. Luego del desfile, se hacen espectáculos musicales en el complejo polideportivo de la localidad, además del acto para la elección de la reina del carnaval el primer día del evento. El recorrido solía realizarse desde la plaza Piar por toda la avenida bicentenario con Bolívar hasta la intersección con avenida Raúl Leoni. Para 1976, Lourdes Aristimuño fue elegida reina de Carnaval. Por su parte en el 2004, resultó ganadora Marinés Artioli como reina del carnaval. En 2006, ganó Angélica Iacona representante de la Prensa de Monagas.A partir de 2023, el desfile se empezó a realizar en la avenida Raúl Leoni. 
Para febrero del 2024, los Carnavales de Maturín son declarados patrimonio cultural del Estado Monagas por el Consejo Legislativo Socialista del estado Monagas (Clsem).
De igual forma, para esta festividad hay calles en diversos sectores como Alberto Ravell, Viento Colao y Las Cocuizas, que participan a la mejor calle adornada en los Carnavales de Maturín.
En febrero de 2024, se realizó por primera vez un Jouvert en Maturín situado en el sector Tipuro por las inmediaciones del C.C. Servimas, donde se juega al carnaval con agua, espuma y lluvia de colores, además se bailaba con música de calipso y soca.
Para los carnavales de 2025, fue marcado por que se celebraron cinco días de fiesta. 

### Gastronomía
La gastronomía en la ciudad de Maturín está anidada a la de toda Venezuela, tradicionalmente se pueden encontrar Cachapa, Arepa, el Pabellón Criollo y el papelón con limón.
Algo más autóctono de Monagas con sus innumerables ríos se aprovechan los peces y en Maturín se realiza el Sancocho de Guaraguara, es una sopa hecho a base de un pez de río que se llama Guaraguara (Hypostomus plecostomus L.). Igualmente, se realizan hervidos de pescado y pescado frito. También es muy típico consumir el pescado salado hecho a la plancha o desmechado y guisado acompañado con batata (Ipomoea batatas, llamada "chaco" en esta región) o bien con taro (Colocasia esculenta, llamada "ocumo chino" o simplemente "chino").
Para Navidad y fin de año, se suelen hacer Hallacas, Pan de Jamón, ensalada de pollo o gallina y asado negro. En Semana Santa no se suele comer carnes rojas, se realizan platos con pescado, como el cuajado, pastel y tortillas, también se realizan pero en menos intensidad el pastel de Morrocoy, aun cuando hay leyes que protegen su caza y comercialización. También se resalta el cuajao o cuajado, es una comida que se elabora con pescado guisado, plátano frito, se acompaña con arroz o arepa, incluso con bolas de plátano verde, fechas previa antes de Semana Santa se suele realizar la Feria del Cuajao en los distintos mercado de la ciudad de Maturín para que los pobladores realicen este plato.
En la localidad del Corozo y el Furrial, a las afueras de Maturín, se suelen vender dulces tradicionales como conservas y frutos bañados en almíbar. En el centro de Maturín es frecuente conseguir los vendedores de raspado o esnovol, es un aperitivo que se hace con hielo rallado y un líquido saborizado. Igualmente se pueden ver los helados de paleta, los cuales son conocidos como posicles.
Otro aspecto de la cocina maturinesa es el acompañamiento de las comidas con Casabe, que es una torta asada muy delgada a base de yuca o mandioca. También en toda esta región se consume mucho la margarina (llamada impropiamente "mantequilla"); generalmente con las arepas, cachapas, pastas, arroz blanco, casabe, yuca sancochada, entre otras. 
Según el cronista e historiador Edgar Rondón, afirma que la costumbre de comer empanda con pan, nació en Maturín. 
En los últimos años han surgido innovaciones de origen indígenas, una de ellas de la Salsa de yuca, comercialmente llamada Kumachi.
Maturín alberga una amplia comunidad extranjera descendientes de China, el Líbano y Siria, por ende, existen muchos restaurantes árabes y chinos, entre los platos más conocidos están el arroz frito, las lumpias, Chopsuey, Shawarma, Falafel, entre otros
La comida callejera, se suelen ver muchos puestos de empanadas en diferentes partes de la ciudad, por lo general a un lado de la calle, también se encuentran puestos de perros calientes, hamburguesas y pepitos, este último es un sándwich relleno de carne, pollo y chuleta, algunos con queso y jamón, también le agregan papa frita rallada, zanahoria, cebolla y lo aderezan con diversas salsas. Entre los negocios gastronómicos más conocidos de la ciudad se mencionan Los Benbas, La Guireguita aunque este local cerró, El Granjero, entre otros.
En 2023, se realizó un concurso denominado "El Mejor Cuajao de Maturín" en el Centro Comercial Parque Morichal, donde resultó ganadora la Josefa Cabrera.También se han realizado otros eventos gastronómicos como la Gastromanía Oriente, donde productores y emprendedores presentan sus productos, además se realizan exposiciones y talleres por chef locales y nacionales.

### Tradiciones
En Navidad, así como en otras partes de Venezuela existe la tradición de intercambiar hallacas entre familias.

### Música
La ciudad de Maturín por ser considerada un territorio llanero predomina el Joropo, igualmente se puede considerar que muchos músicos realizan el denominado "contra punteo". Este estilo de describe con un rap llanero entre dos o más personas. También es típica la bandola oriental. Desde el 2020, han crecido los ritmos urbanos y varios artistas locales, como Chaka Cortez aunque es nativo de Güiria, entre otros.
Cantantes de musica llanera han dedicado canciones a la ciudad como Julio Pantoja, con las letras de "Maturin, Maturin".

### Juegos tradicionales
- La carrera de saco, es una carrera con un saco hasta la cintura y los jugadores deben saltar hasta llegar a la meta.
- El huevo y la cuchara, consiste en un carrera donde se sostiene con la boca una cuchara y esta lleva un huevo de gallina, la intención es que el huevo no se caiga del utensilio de cocina.
- Metras o pichas, son pequeños cilindros o bolas de vidrio.
- Fusilado, es un juego que se suele jugar con una pelota.
- Chapita, es un juego callejero similar al béisbol, pero se juego con tapas de refresco o cerveza y un palo de escoba.
- Cuadrito, es un juego de dos o cuatro personas, se dibuja un recuadro en el piso y se utiliza una pelota, donde deben defender el cuadro.
- Juego de la Zaranda.

#### Papagayos
También llamados voladores o cometas en otros países. Hay quienes se dedican a su elaboración, utilizando la madera o varillas más adecuadas, creando diseños muy coloridos con papel de seda, entre sus formas la más conocida es llamada estrella, también hay globo, cigarrón.

### Cine
El cine en la ciudad no es muy común. Se han realizado pocos largometrajes locales, sin mucho propaganda a nivel nacional. Por su parte, ha tenido una importante presencia a nivel nacional con cortometrajes.En Maturín, regularmente se realiza el Festival de Cine Secuencias (Fescise), organizada por la Escuela de Cine y Medios Audiovisuales de Oriente (Ecima), donde se proyectan cortometrajes y se invitas a actores nacionales para brindar charlas y talleres. En diciembre de 2023, se estrenó el cortometraje “José Tadeo Monagas: Entre el ayer y hoy”, dirigida por Martín Martínez. Otro film que se ha grabado en Maturin es Todos quieren con Candelaria, dirigida también por Martínez y protagonizada por la actriz Anyelit Ramírez.
Popularmente, Maturín contó con los cines El Atlas, Realto en el centro de la ciudad, aunque estos no existen. Se han propuesto diferentes proyectos de restauración del cine Realto en la calle Las Palmeras, pero sin estado de ejecución de los mismos. Posteriormente, se localizaban cines en el Centro Comercial Monagas Plaza y el Hernis Plaza, además de Movie Planet en el Centro Comercial La Cascada, estos con la crisis entre las décadas del 2000 y 2010 fueron desapareciendo. En el Centro Comercial Petroriente alberga el único cine de la ciudad.

### Títeres
En 2019, nació en la ciudad con el nombre de "Títeres A Guante", dedicados al arte de los títeres.

## Espacios públicos e históricos

### Paseos

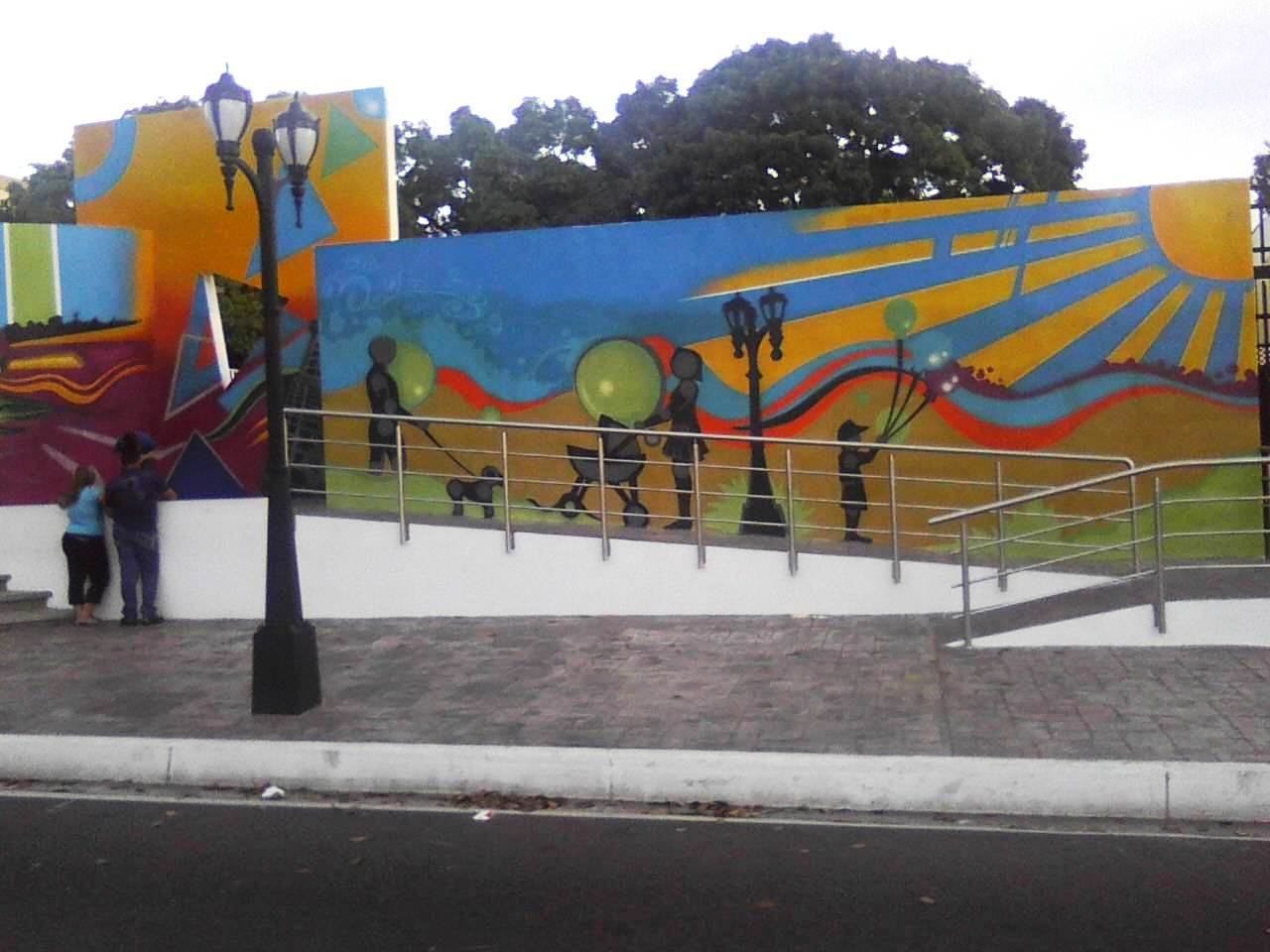
Mural de la plaza de las artes, en el paseo Bolívar

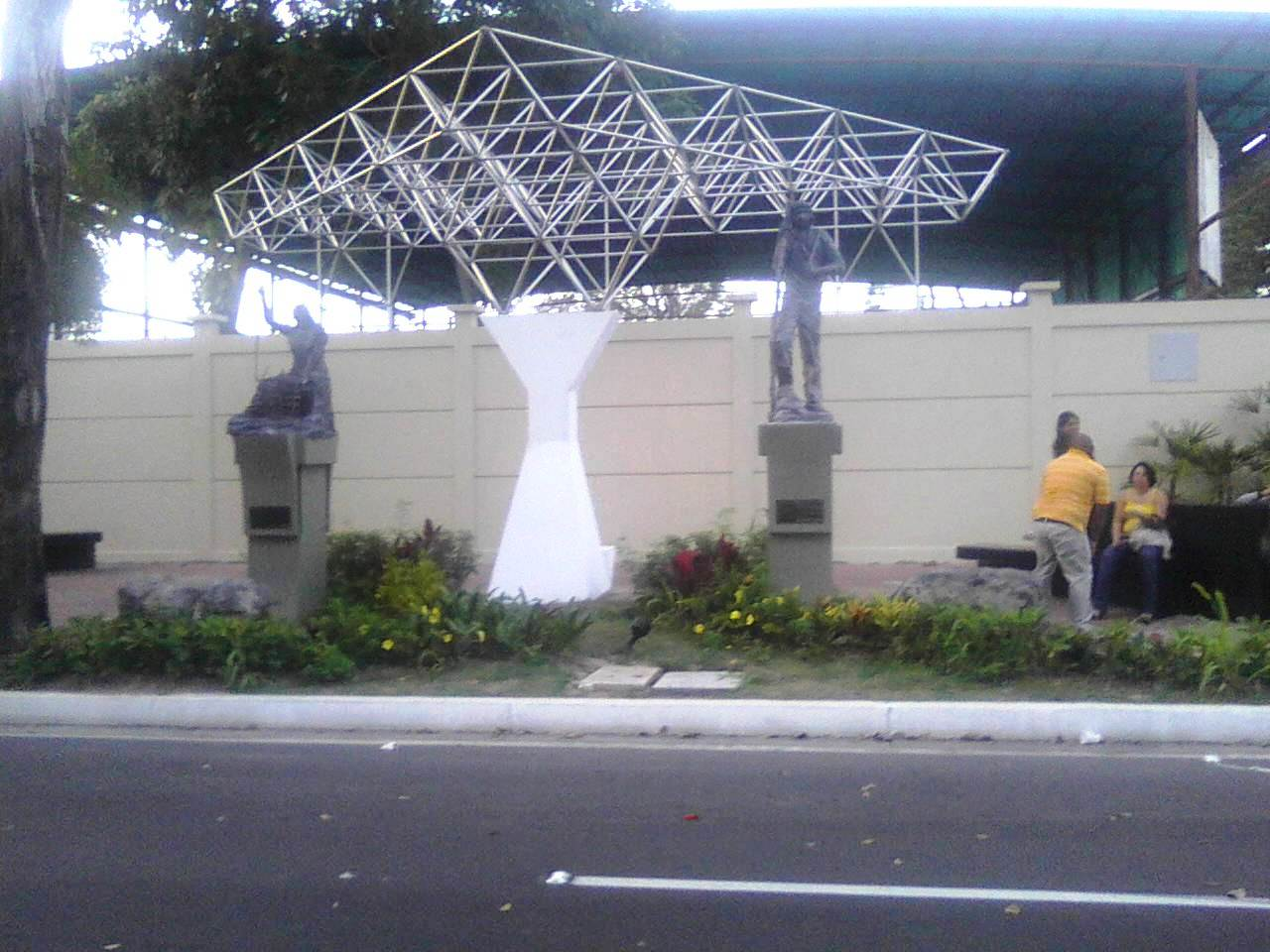
Plaza de las esculturas, en el paseo Bolívar

- Paseo Aeróbico: ubicado en el sector Juanico. Ofrece vistas magníficas de la salida y entrada de los aviones a la pista de aterrizaje del aeropuerto de la ciudad.
- Paseo Bolívar: se encuentra al final de la avenida Bolívar. Fue inaugurado el 22 de febrero de 2011.[118][119] Cuenta con las siguientes atracciones:

* Casa de la Cultura Inicita Aceituno.
* Plaza de los músicos.
* Plaza de las artes.
* Escultura de diosa de la fertilidad.
* Plaza de las banderas: allí están izadas varias banderas de Venezuela, del estado Monagas y del municipio Maturín.
* Plaza de las esculturas: tiene las esculturas de indígena en reposo, indígena tejedora e indígena cazador.
- Paseo de Los Próceres: se encuentra en la avenida Raúl Leoni, junto al parque La Guaricha. Cuenta con estampado en las caminerías, iluminación y bustos de 11 personajes de la independencia venezolana: Simón Bolívar, Manuel Piar, Manuel Cedeño, José Francisco Bermúdez, José Félix Ribas, Francisco de Miranda, Antonio José de Sucre, José Tadeo Monagas, Rafael Urdaneta, Pedro Camejo y Francisco Carvajal “Tigre Encaramado”.
- Paseo Libertador: se encuentra al frente de la Catedral Nuestra Señora del Carmen. Antiguamente se encontraba allí una estatua ecuestre de Simón Bolívar, inaugurada el 1 de diciembre de 1983.[120] Años después, la estatua fue mudada a la sede del núcleo de la Universidad Bolivariana de Venezuela.

### Parques

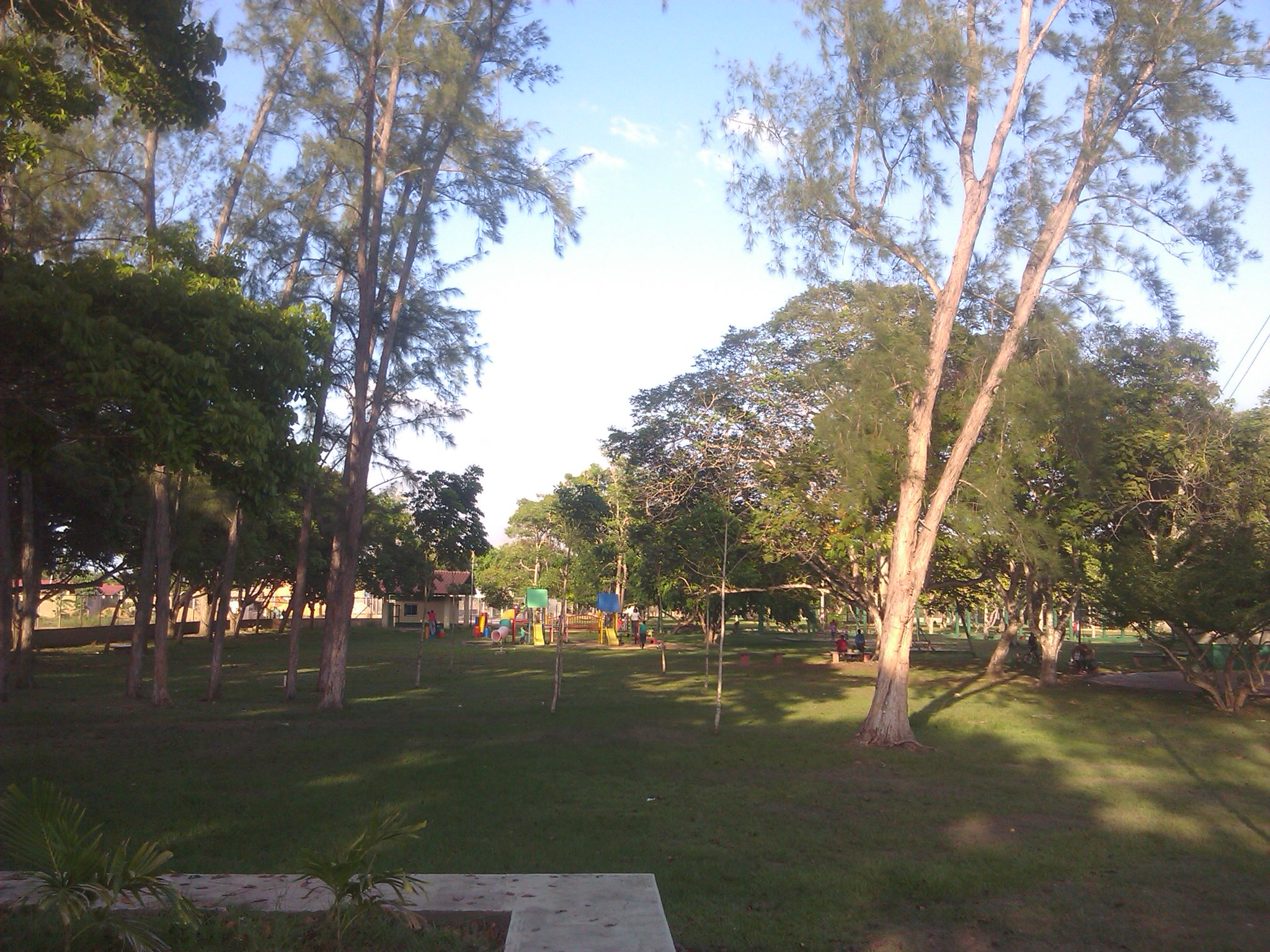
Parque Andrés Eloy Blanco

- Parque Andrés Eloy Blanco, localizado en la carretera del sur.
- Parque del Este, ubicado en La Floresta.
- Parque Zoológico La Guaricha, se encuentra en la avenida Raúl Leoni,[121] cerca del antiguo terminal del Aeropuerto Internacional José Tadeo Monagas conocido popularmente como el Aeropuerto Viejo, ahí está actualmente la sede del Instituto de Tránsito Terrestre (INTT). El parque fue construido entre 1976 y 1978 y desde entonces ha sido un ícono referente de la ciudad.
- Parque recreacional Bolívar, ubicado en el sector Los Guaritos.
- Parque Doña Menca de Leoni fue el primer zoológico de Maturín hasta la construcción del parque zoológico La Guaricha, se encontraba en la avenida Juncal. Su nombre es en honor de la esposa del presidente Raúl Leoni: Carmen América Fernández de Leoni conocida popularmente como Doña Menca de Leoni. El parque fue clausurado en noviembre de 2020 para dar paso a la construcción de una nueva plaza. Posteriormente se renombró a plaza Hugo Chávez[122]e inaugurado oficialmente el 28 de mayo de 2021, por el alcalde Wilfredo Ordaz.[123]
- Parque Padilla Ron, ubicado en el sector Las Cocuizas.
- Parque Rómulo Betancourt, ubicado en la avenida Universidad.

### Plazas
- Plaza 7 de diciembre: también llamada "Plaza 7", está ubicada entre las avenidas Bolívar y Azcúe, al frente de la Universidad Bolivariana de Venezuela. Tiene en el centro un monumento en forma de número siete. Fue construida por el Rotary Club en 1960 para conmemorar el bicentenario de la fundación de Maturín.[124][125]
- Plaza Ayacucho: está en la avenida Juncal y frente a la escuela República del Uruguay. Tiene un busto en mármol de Antonio José de Sucre erigido el 19 de diciembre de 1931. Es uno de los recintos públicos más antiguos de la ciudad, era conocida como la plaza de lndependencia, en la cual los viajeros descargaban sus mercancías.

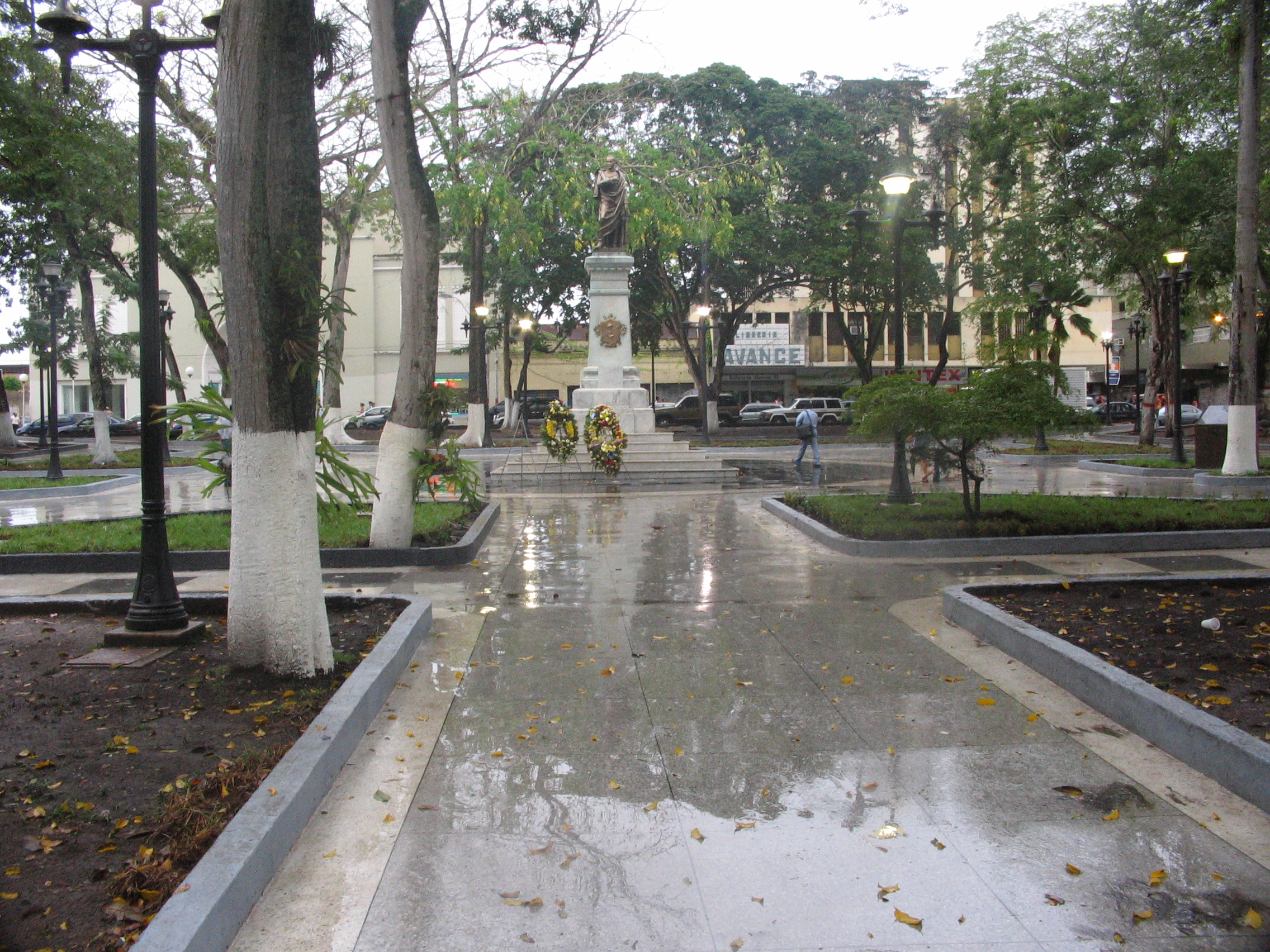
Plaza Bolívar

- Plaza Bolívar: es la principal plaza de Maturín y es a la vez la más antigua de la ciudad, fue conocida como plaza Mayor hasta 1909 cuando pasó a nombrarse plaza José Tadeo Monagas con un busto suyo en el centro. Desde el 17 de diciembre de 1930 tiene una estatua pedestre de Simón Bolívar y en esa fecha adquirió el nombre actual.[126] Frente a ella se encuentra el Palacio de Gobierno, donde el Gobernador de Monagas ejerce sus funciones.

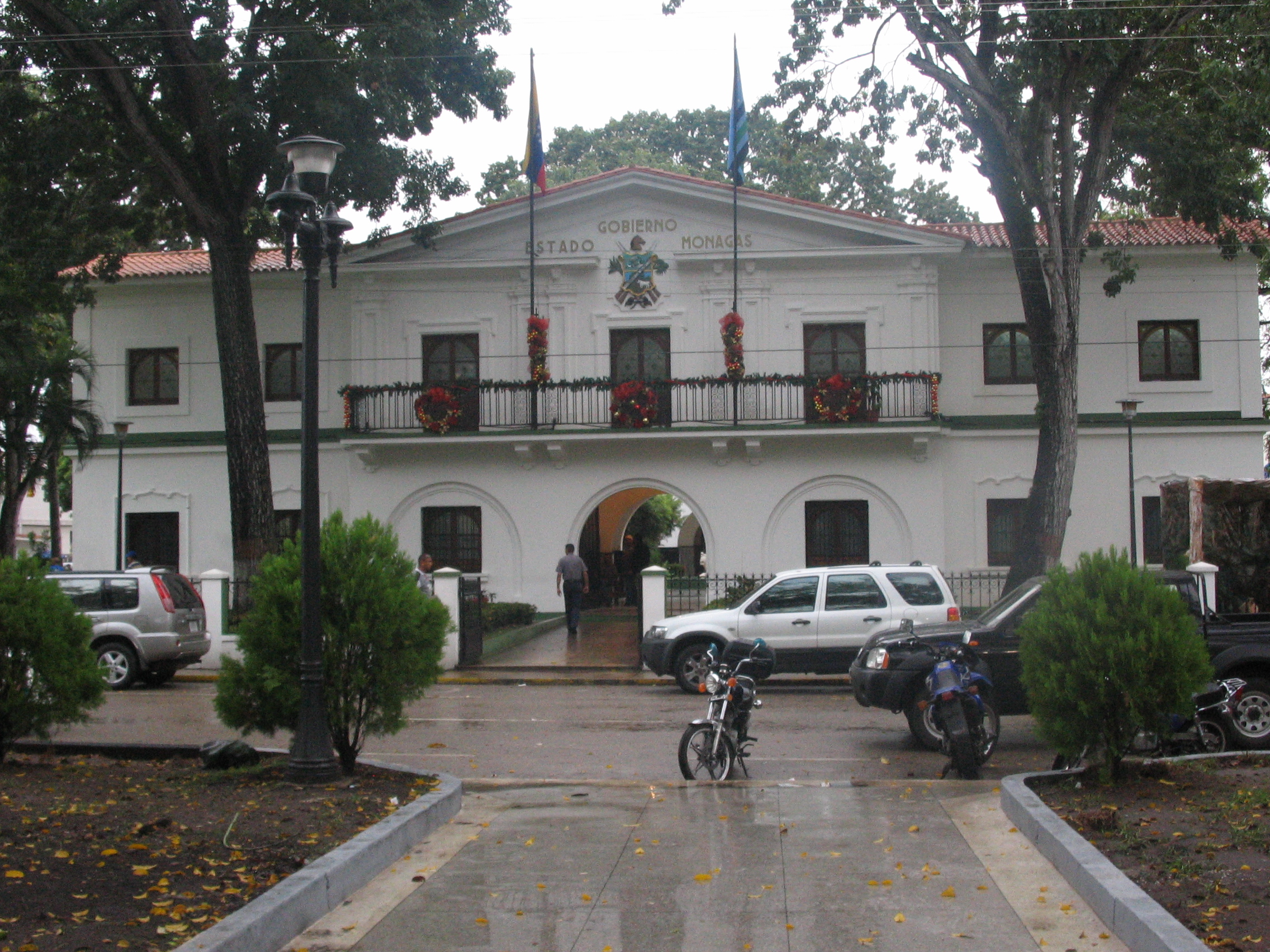
Palacio de Gobierno

- Plaza de la Resistencia Indígena: se encuentra en la avenida El Ejército. Tenía un busto de Cristóbal Colón erigido el 12 de octubre de 1976 por el Club de Leones, por lo que se llamaba "Plaza Colón". El Concejo Municipal renombró la plaza como Plaza de la resistencia indígena el 12 de octubre de 2006.[127] El busto de Colón fue retirado.
- Plaza el Balancín: está en la avenida Bolívar, frente a la sede de la Alcaldía de Maturín. Recibe su nombre de un balancín (bomba de varilla) puesto allí como recordatorio de la actividad petrolera en el estado Monagas.
- Plaza El Indio Maturín: también llamada "Plaza El Indio", está situada en una esquina entre las avenidas Bicentenario y Libertador. En ella se encuentra una estatua pedestre del Indio Maturín (hecha en 1960 por el escultor Efraín Villarroel de Moya) y unas 13 figuras tubulares de metal que representan los municipios del estado Monagas.[128][125]
- Plaza de la Cultura: localizada dentro de la sede de la Alcaldía de Maturín. Se hacen allí actos culturales.
- Plaza del Estudiante Guerra y Millán: también llamada "Plaza del Estudiante", se encuentra frente a la redoma Juana La Avanzadora. Tiene en el centro una obra de arte de Juvenal Ravelo llamada el Cilindro Tridimensional Multifraccionado. Su nombre se debe en honor a dos estudiantes asesinados (Rafael Guerra y Alberto Millán) por paramilitares del partido Acción Democrática (AD) en el liceo Miguel José Sanz de Maturín el 4 de mayo de 1962 en medio de la inestabilidad de la naciente democracia venezolana.
- Plaza Francisco de Miranda: localizada al lado del museo Mateo Manaure. Fue construida el 6 de noviembre de 1952.[129] Tiene una estatua pedestre de bronce de Francisco de Miranda.
- Plaza Fray Lucas de Zaragoza: ubicada al final de la avenida Raúl Leoni. Posee una estatua del fundador de la ciudad, dicha estatua antes estuvo ubicada en el sector Bajo Guarapiche.después del Banqueado.
- Plaza José Miguel Guanaguanay: localizada en la avenida El Ejército. Tiene una estatua pedestre de José Miguel Guanaguanay, un jefe indígena quien participó en la Batalla del Alto de Los Godos. La estatua fue develada el 25 de mayo de 2007.[130]
- Plaza José Tadeo Monagas: localizada en la avenida Las Palmeras. El busto en bronce de José Tadeo Monagas fue donado por la Diputación Provincial de Cumaná en 1882; pero estuvo en el olvido hasta 1907 cuando fue colocado en la plaza Bolívar en 1909. En 1930 el busto fue trasladado hasta su sitio actual. En los alrededores de la plaza están algunas de las edificaciones más antiguas de la ciudad como la Residencia Oficial del Gobernador de Monagas, inaugurada el 13 de abril de 1951 por Alirio Ugarte Pelayo.
- Plaza Piar: Se encuentra entre la avenida Bicentenario y la calle Azcúe. El busto en bronce de Manuel Piar fue donado por el Distrito Piar (ahora Municipio Piar) en 1913 con ocasión del centenario de la Campaña de Oriente.[131] Dicha plaza era conocida también como plaza Acosta y estaba ubicada en los confines de la ciudad al final de la calle Bolívar (hoy avenida Bicentenario), era el límite oeste de la ciudad.
- Plaza Rómulo Gallegos: se encuentra entre la avenida Bolívar y la calle Azcúe (sentido norte-sur) y entre la calle Chimborazo con avenida Miranda (sentido este-oeste). Tenía una fuente luminosa, una escultura en bronce de Rómulo Gallegos (develada el 19 de abril de 1971) y una plataforma elevada donde se hacen actos públicos.[132] En sus cercanías se encuentran las sedes de la Alcaldía de Maturín, del Consejo Municipal de Maturín y del Consejo Legislativo del Estado Monagas. Donde hoy se encuentra la plaza funcionó entre 1942 y 1965 el Hospital Manuel Núñez Tovar de Maturin, en esos años, en sus cercanías se ubicaban la sede de la policía, una estación de gasolina, el Mercado Central de Maturín (ubicado donde hoy está la sede de CANTV junto a la alcaldía).

- Redoma Juana la Avanzadora: Ubicada en la avenida Bolívar. es una fuente luminosa con una estatua en bronce de Juana Ramírez, hecha por el escultor italiano Renzo Bianchini y colocada allí en 1952.[133] La estatua está rodeada por un conjunto alegórico que representa la ganadería, la raza indígena y la producción petrolera. Actualmente la fuente no está activa.
- Plaza Bomba: Se encuentra en la avenida principal de Los Guaritos. Es una plaza muy concurrida por los habitantes de este urbanismo, por cuanto es una zona de alta actividad comercial y social. También ha sido protagonista de diversos actos políticos.
- Entre otras como la plaza de Los enamorados y el paseo Las Palmeras, área histórica cerca de la residencia del gobernador.[125]

### Edificaciones religiosas notables
- Catedral de Nuestra Señora del Carmen: templo católico de estilo románico. Se encuentra entre la avenida Bolívar y la calle Monagas. Obra del arquitecto Ernesto Prall fue Inaugurada en 1981.[134] La Catedral Nuestra Señora del Carmen es considerada una de las catedrales más modernas de América Latina. Tiene unos lindos vitrales que adornan su interior.
- Iglesia San Simón: es el templo católico más antiguo de Maturín. Se construyó entre 1884 y 1887. Es de estilo neogótico, con arcos en forma de ojiva. Posee una torre central en la fachada. Está en la calle Rojas, frente a la plaza Bolívar.[135]
- Iglesia San Ignacio de Loyola, localizado en el sector de Fundemos.
- Templo San José Obrero, ubicado en el sector de Los Bloques.
- Templo de San Charbel, se sitúa a las afueras del centro comercial La Cascada.
- Iglesia San Juan Bautista, está en la Floresta.
- Templo de Santo Domingo de Guzmán, localizado en Las Cocuizas.

### Bibliotecas, galerías, museos y teatros

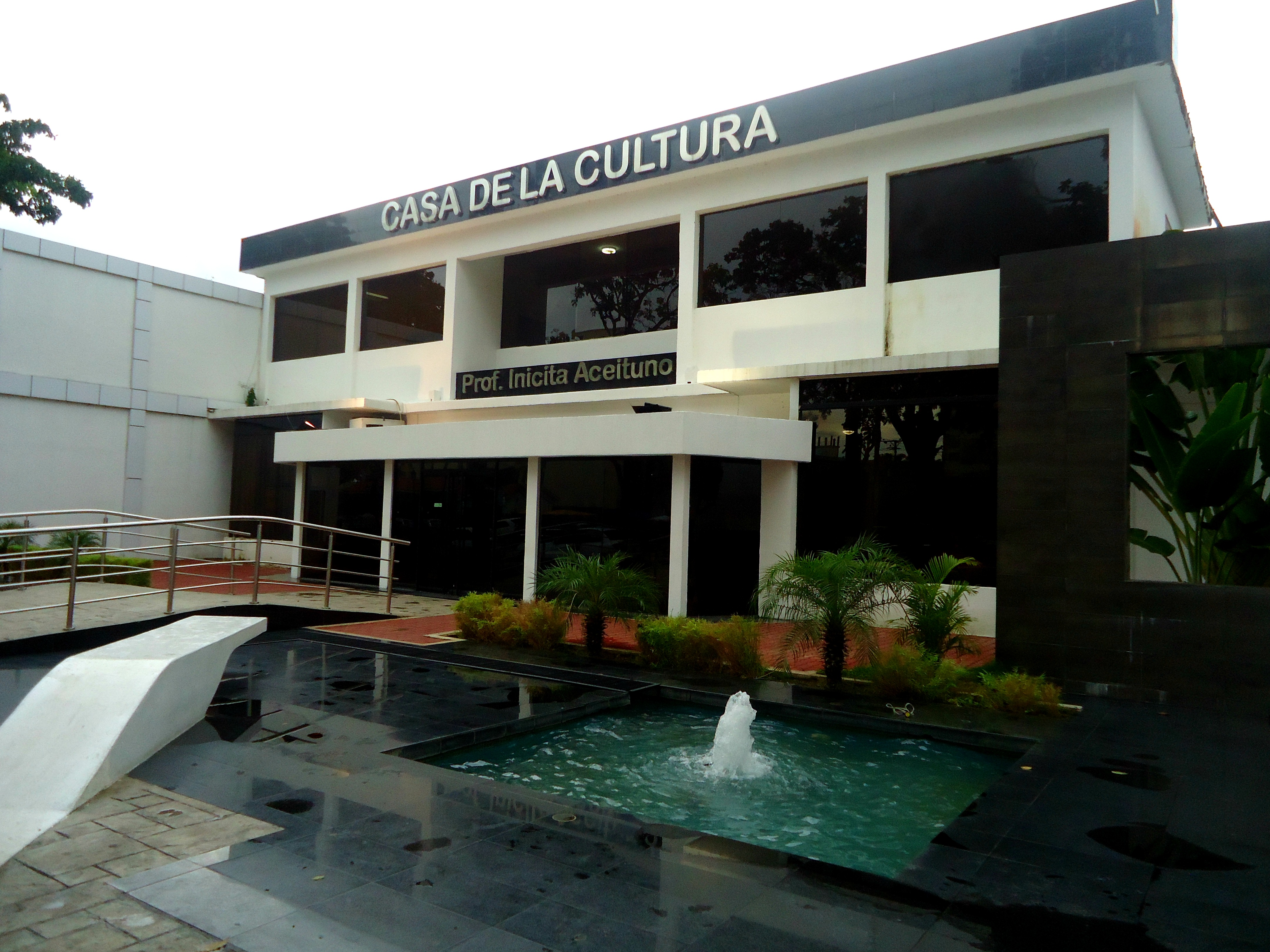
Casa de la Cultura de Maturín

- Biblioteca Julián Padrón: fue creada el 23 de octubre de 1954 como salón de lectura.[136] En 1979 fue mudada a una edificación más grande en la avenida Orinoco.[136] El 12 de agosto de 2010, fue transferida al Complejo Cultural de Maturín; en un edificio de tres pisos.[136]
- Casa de la Cultura Inicita Aceituno: pequeña sala de teatro localizada en el paseo Bolívar. Tiene en la entrada una sala de exposición de obras de arte.
- Complejo Cultural de Maturín: grupo de edificaciones donde se concentran las sedes del Instituto de Cultura del estado Monagas y de varias instituciones culturales como la Escuela técnica de artes plásticas Eloy Palacios, el Museo Mateo Manaure y la Biblioteca Julián Padrón.
- Hacienda Sarrapial: casona típica de la época de la Venezuela agraria. Es sede de la Corporación Monaguense de Turismo. Ubicada en la avenida Alirio Ugarte Pelayo, elevado de Boquerón.
- Tienda y Galería Red de Arte: espacio perteneciente a la Fundación Red de Arte del Ministerio del Poder Popular para la Cultura.[137] Se encuentra en el Centro Comercial Plaza Guarapiche, avenida Bolívar N-49, entre calle 11 y calle 10, local 13, Nivel Mezzanina.

## Medios de comunicación

### Impresos
La ciudad es sede de los periódicos Ciudad Maturín, El Oriental, El Periódico de Monagas, El Sol de Maturín, La Prensa de Monagas y La Verdad de Monagas.

### Radio
Existen estaciones privadas, del estado (RNV y Moriche) y comunitarias; estas últimas están afiliadas a la Red de Medios Comunitarios y Alternativos del estado Monagas.
| \| FM \|   |                       |                              |
| Frecuencia | Emisora               | Circuito radial afiliado     |
| 88.5       | Órbita                |                              |
| 88.9       | Génesis               |                              |
| 89.1       | Sol                   |                              |
| 89.5       | Tu Radio Rumbera      |                              |
| 89.9       | DinamiK               |                              |
| 90.3       | Top Radio             |                              |
| 90.9       | La Mega               | Circuito Mega                |
| 91.7       | RNV Canal Informativo | Circuito RNV                 |
| 91.9       | Conexión              |                              |
| 92.1       | Las Cocuizas          |                              |
| 92.7       | Total                 |                              |
| 93.5       | La Gran FM            |                              |
| 94.7       | Maturín               |                              |
| 95.5       | Moriche               | Circuito Radial PDVSA        |
| 95.9       | Manantial             |                              |
| 96.3       | Onda                  | Circuito Onda                |
| 96.7       | El Comunitario        |                              |
| 97.1       | La Romántica          | FM Center                    |
| 98.1       | UreMare               |                              |
| 98.3       | Cielos abiertos       | Circuito Obra luz del Mundo  |
| 98.9       | Rumba                 | Circuito Rumba FM            |
| 99.3       | Sonora                |                              |
| 99.9       | Orocoima              |                              |
| 100.5      | Kaché                 |                              |
| 100.9      | Líder                 |                              |
| 101.1      | Latin TOP             |                              |
| 101.5      | Vital                 |                              |
| 102.1      | Fiesta                | FM Center                    |
| 103.7      | Caribeña              |                              |
| 104.1      | Proyecciones          |                              |
| 104.5      | Tú Preferida          |                              |
| 104.9      | Urbana                |                              |
| 105.5      | Vía de Escape         |                              |
| 105.9      | Fe y Alegría          | Red nacional de Fe y Alegría |
| 106.3      | Cunaviche             |                              |
| 106.7      | OYE FM                | Circuito OYE FM              |
| 107.1      | Canta Claro           |                              |
| 107.5      | Éxitos                |                              |
| 107.9      | Armonía               |                              |
| FM         |                       |                              |

### TV
| \| Estaciones de TV por señal abierta \| |                                                                                         |
| Frecuencia                               | Estación                                                                                |
| 4                                        | Telecaribe (Sin señal)                                                                  |
| 6                                        | Televen (Sin señal)                                                                     |
| 8                                        | Venezolana de Televisión (VTV) (Sin señal)                                              |
| 10                                       | Televisora Venezolana Social                                                            |
| 12                                       | Venevisión                                                                              |
| 32                                       | TVO (Sin señal)                                                                         |
| Monagasvision                            | 11 de Inter 9 de Planet INTV 20 de SuperCable 15 de Cable Satélite CRN 6 de Planet INTV |
| Estaciones de TV por señal abierta       |                                                                                         |

## Gobierno y política

### Lista de alcaldes desde 1989
| Período         | Alcalde                    | Partido/Alianza | Notas |
| --------------- | -------------------------- | --------------- | --- |
| 1989 - 1992     | María Elena de Cañizales   | AD              | Primer alcalde electo de Maturín y primera mujer en ser alcaldesa                                                                |
| 1992 - 1995     | José Enrique López Tablero | COPEI/MAS       | - |
| 1995 - 2000     | Domingo Urbina Simosa      | AD              | En toda Venezuela las elecciones municipales pautadas para 1998 se postergaron hasta el 2000.                                    |
| 2000 - 2004     | Domingo Urbina Simosa      | AD              | En toda Venezuela se realizaron elecciones generales adelantadas en el 2000 por la aprobación de la Constitución de 1999         |
| 2004 - 2008     | Numa Rojas                 | MVR             | En toda Venezuela se realizaron en 2005 las elecciones de concejales que se postergaron hasta las elecciones municipales de 2013 |
| 2008-2013       | José Maicavares            | PSUV            | En toda Venezuela las elecciones municipales se postergaron un año, realizadas en diciembre de 2013                              |
| 2013 - 2017     | Warner Jiménez             | VP/MUD          | Removido del cargo. |
| 2016 - 2017     | Wilfredo Ordaz             | PSUV            | Encargado |
| 2017 - 2021     | Wilfredo Ordaz             | PSUV            | Electo por elecciones directas                                                                                                   |
| 2021 - presente | Ana Fuentes                | PSUV            | Electo por elecciones directas                                                                                                   |